# Biserica de lemn din Suplai

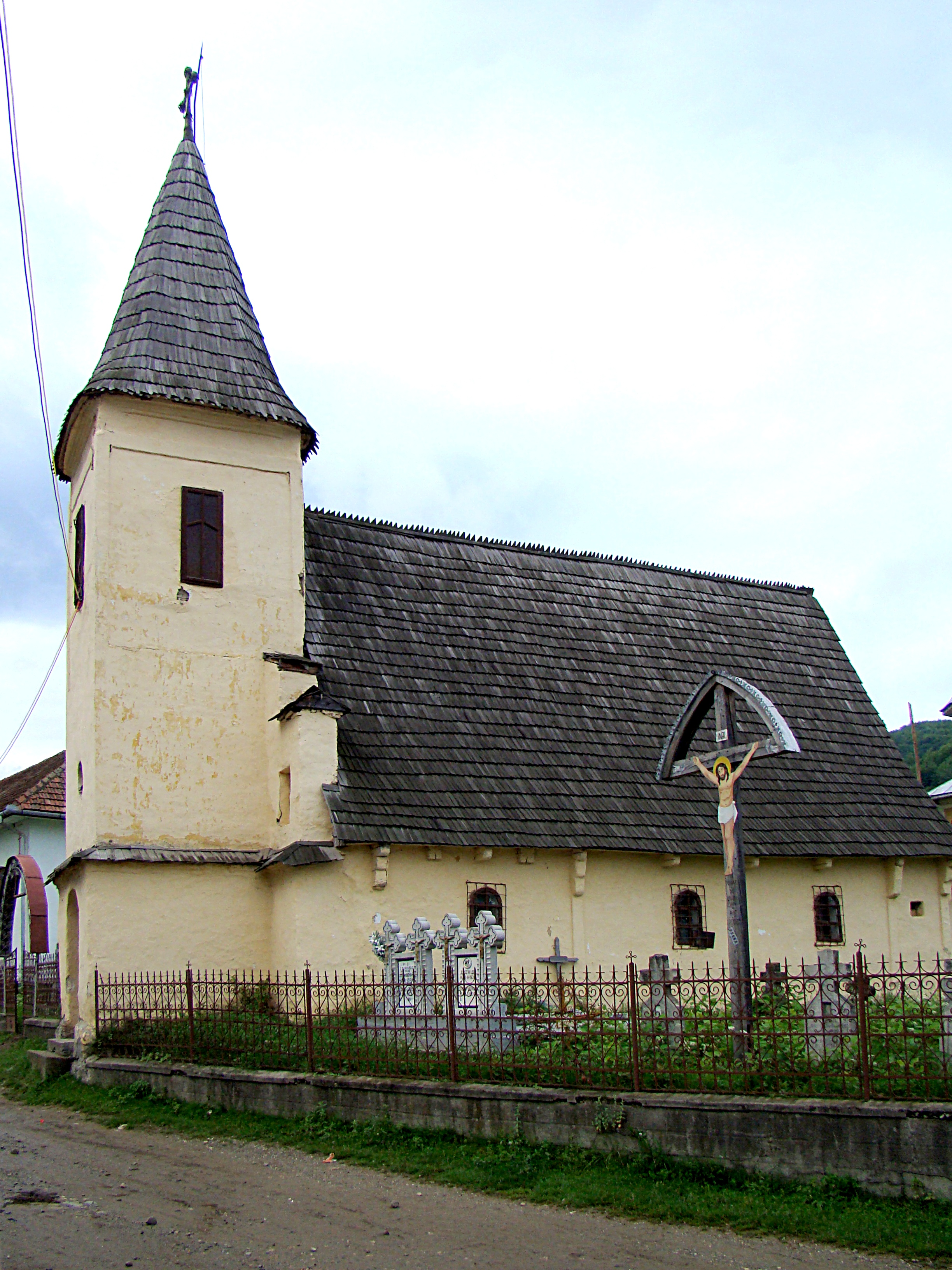
Biserica de lemn „Sfinţii Arhangheli" din Suplai, comuna Zagra, județul Bistrița-Năsăud, foto: iulie 2009.

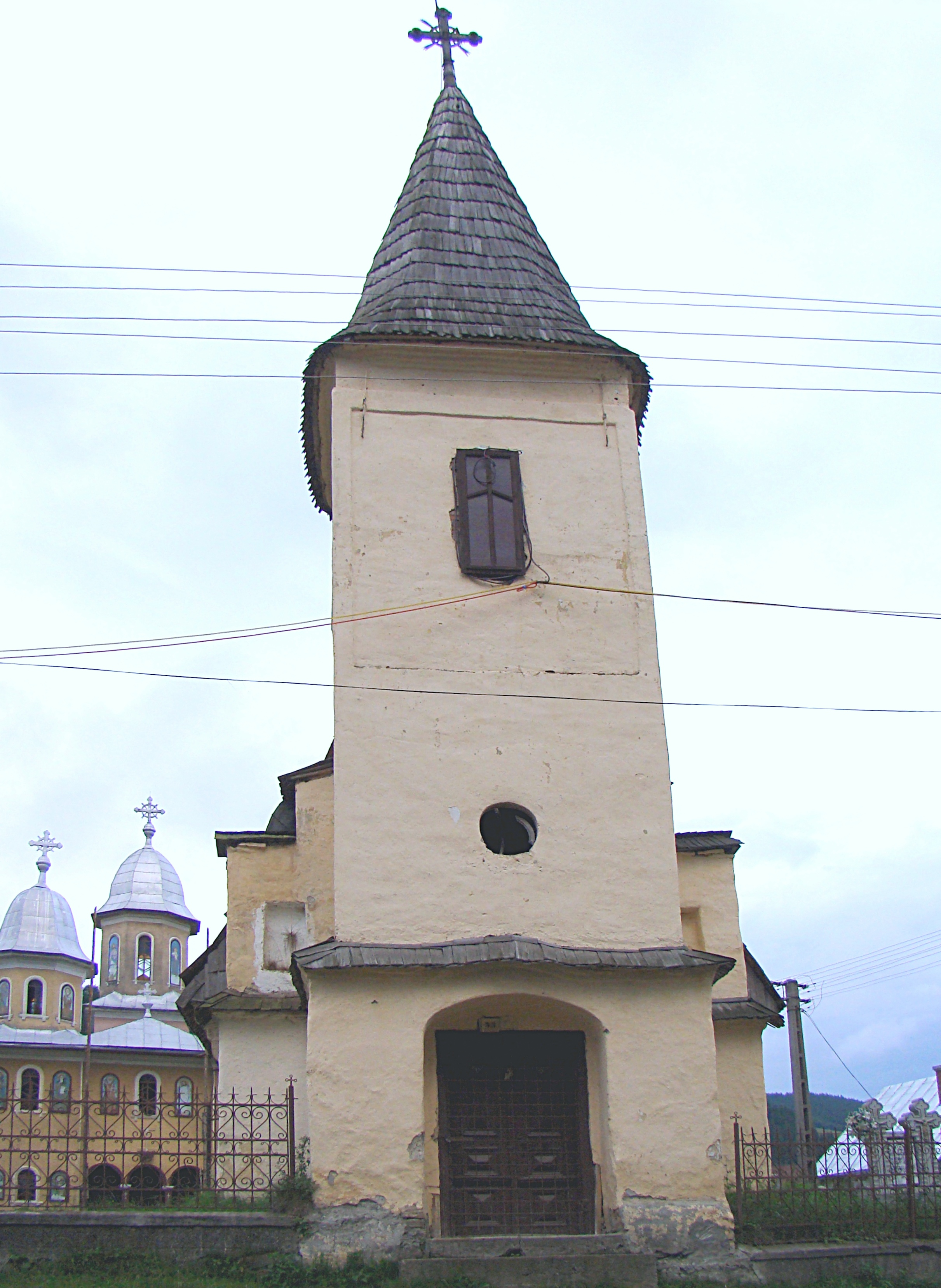
Biserica (vest)

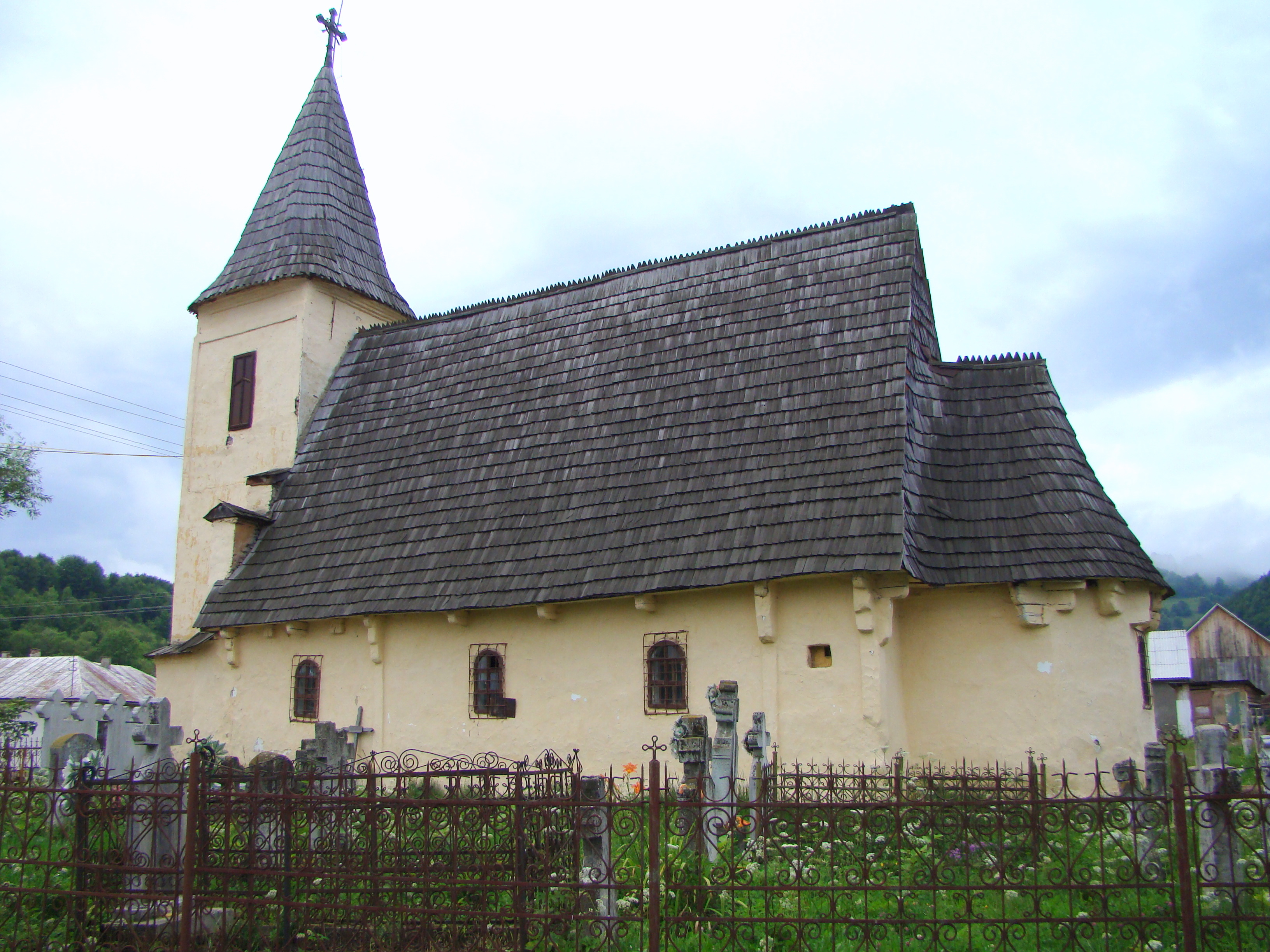
Biserica (sud)

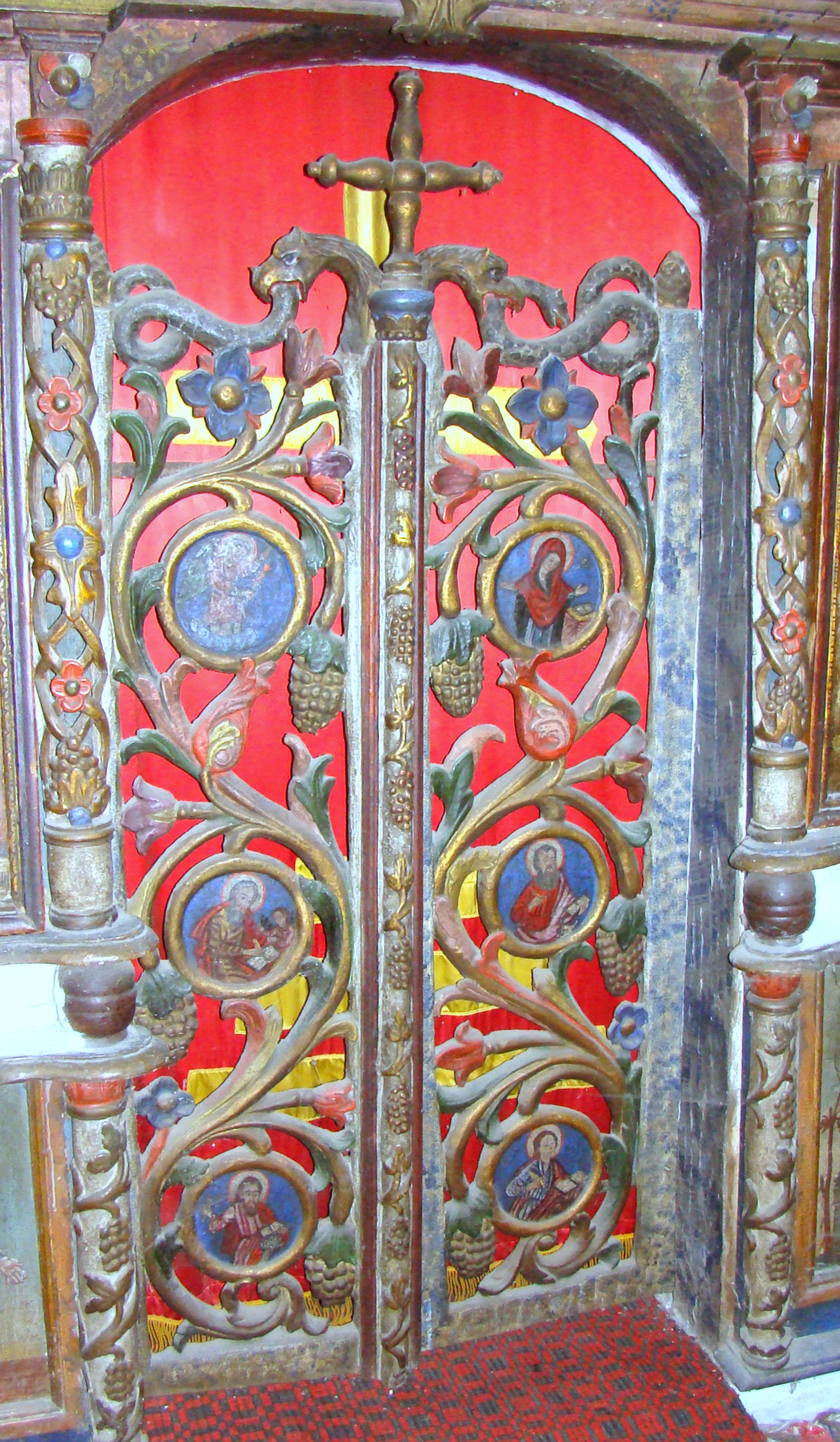
Ușile împărătești

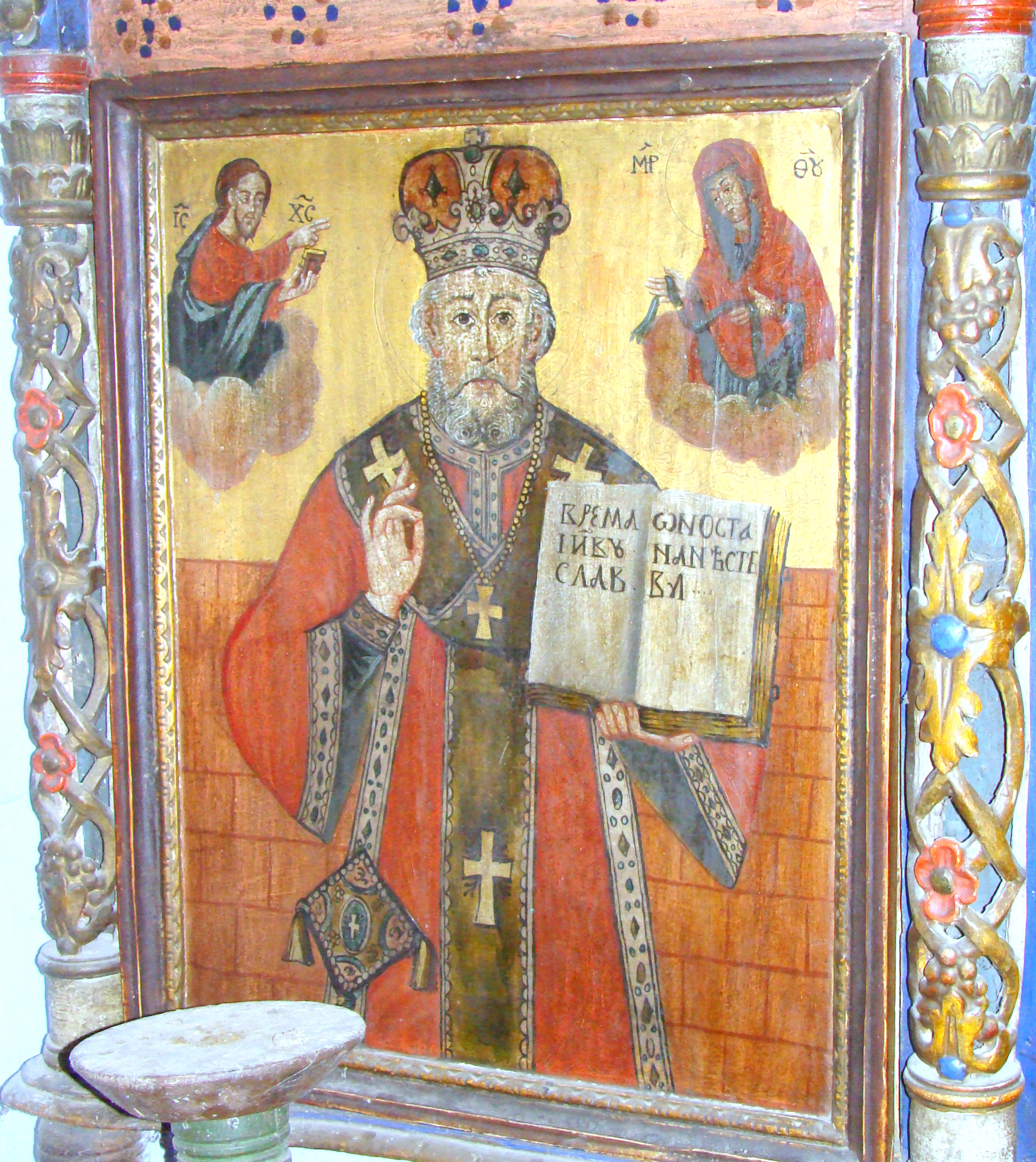
Sfântul Ierarh Nicolae

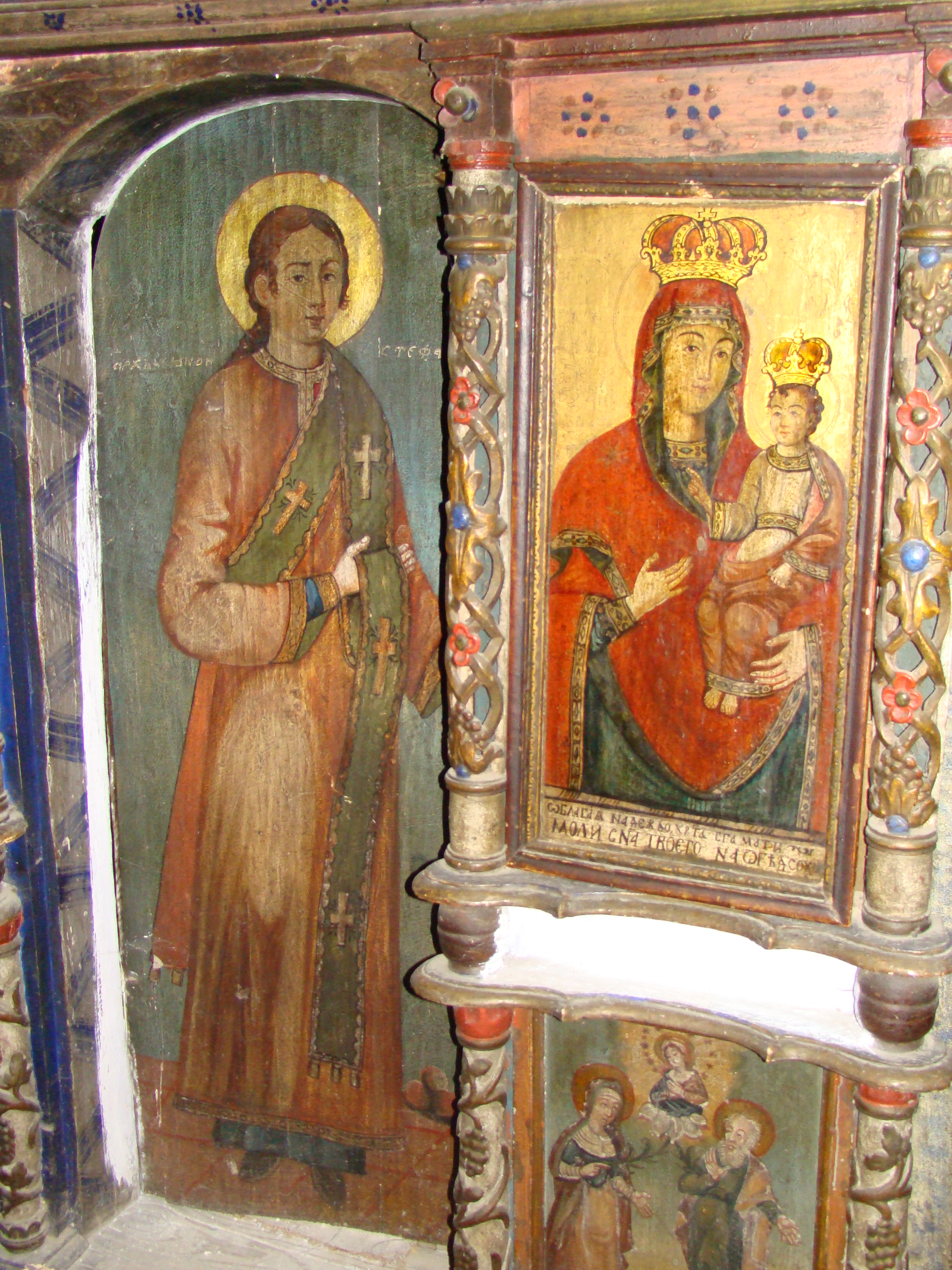
Ușă diaconească și icoană împărătească

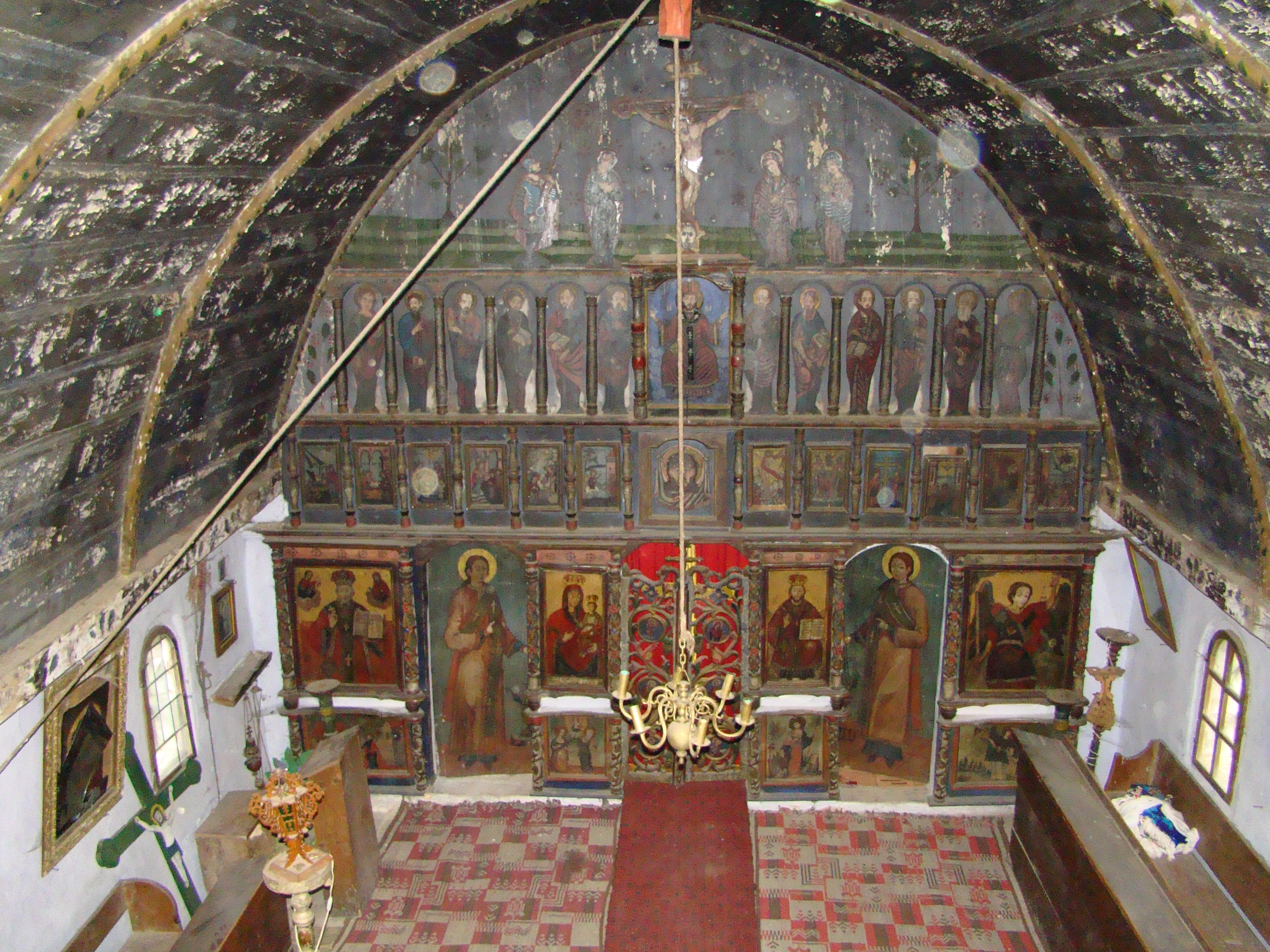
Iconostasul văzut din corul bisericii

Biserica de lemn din Suplai, comuna Zagra, județul Bistrița-Năsăud ar fi fost ridicată în anul 1711, însă tradiția locului spune că ar fi mult mai veche. Lăcașul are hramul original Apostoli Petru și Pavel (29 iunie) (conform Șematismului Episcopiei greco-catolice de Cluj-Gherla, 1947), fiind între timp schimbat cu cel de „Sfinții Arhangheli Mihail și Gavril” (8 noiembrie) și figurează pe lista monumentelor istorice, cod LMI BN-II-m-A-01707.

## Istoric și trăsături
Biserica este clădită din lemn cu temelia din piatră, în stil vernacular țărănesc specific în Ardeal. Biserica a fost renovată pe la 1897, când a fost refăcut și turnul-clopotniță, din piatră, pe cheltuiala și cu ajutorul direct al credincioșilor parohiei și din împrejurimi. Pictura interioară a fost executată pe pânză de sac aplicată pe lemn, de pictorul N.Mureșan. Din patrimoniul bisericii mai fac parte, ca obiecte de valoare, o cruce mică de lemn, vechiul iconostas, un serafim și un clopot returnat și o biblie veche tipărită cu litere chirilice, învelită în scoarțe de lemn.

## Imagini din interior

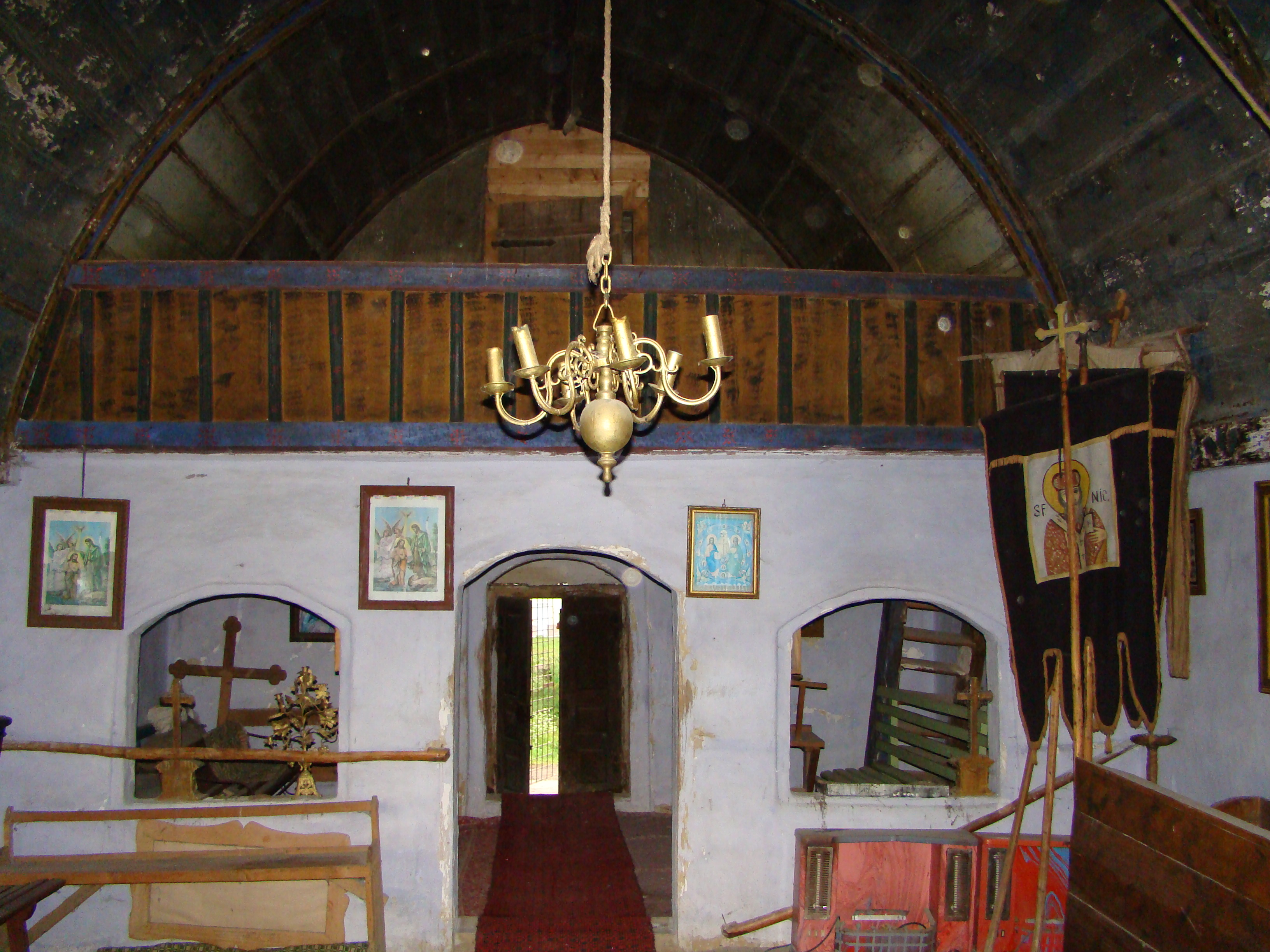
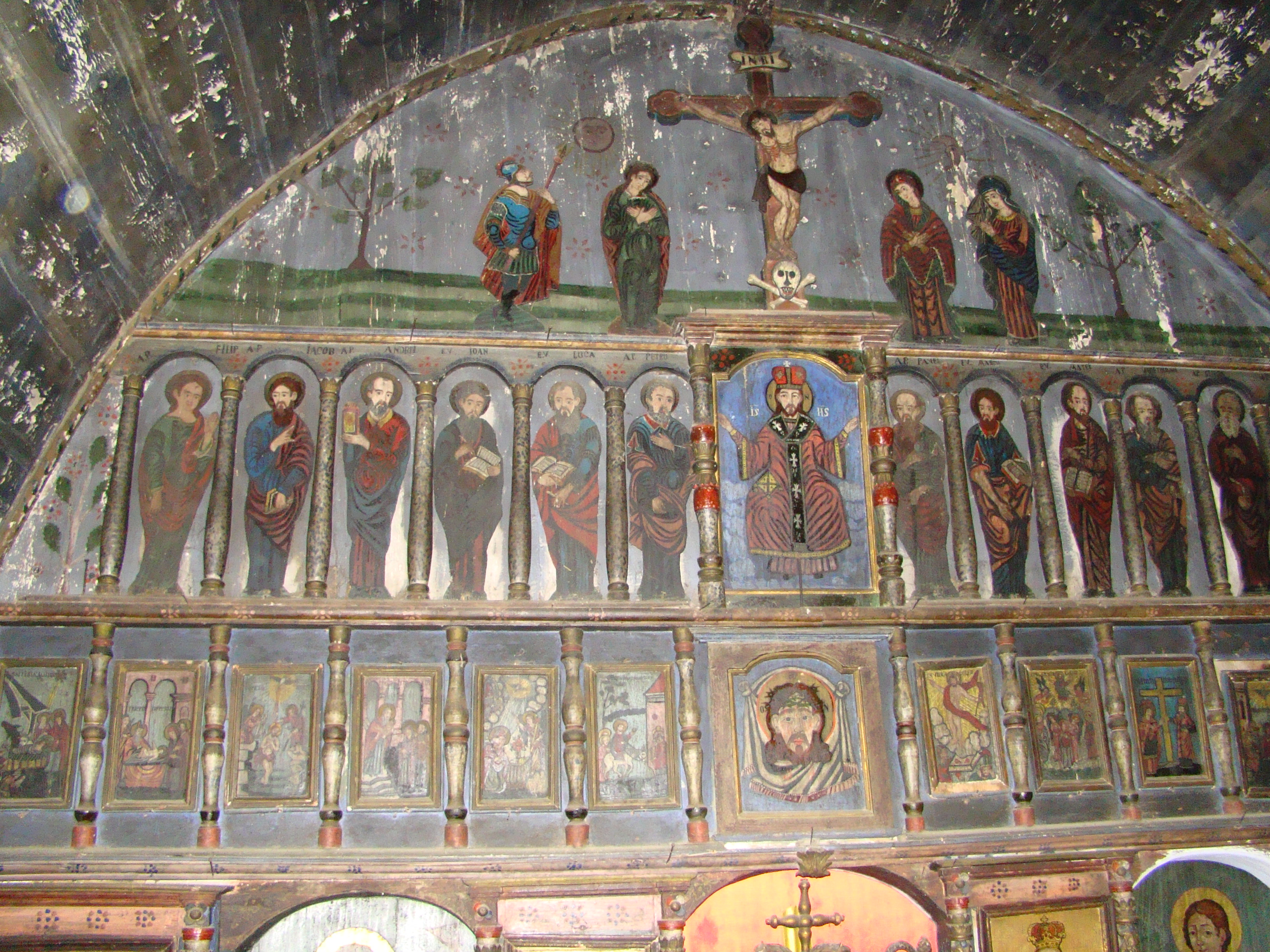
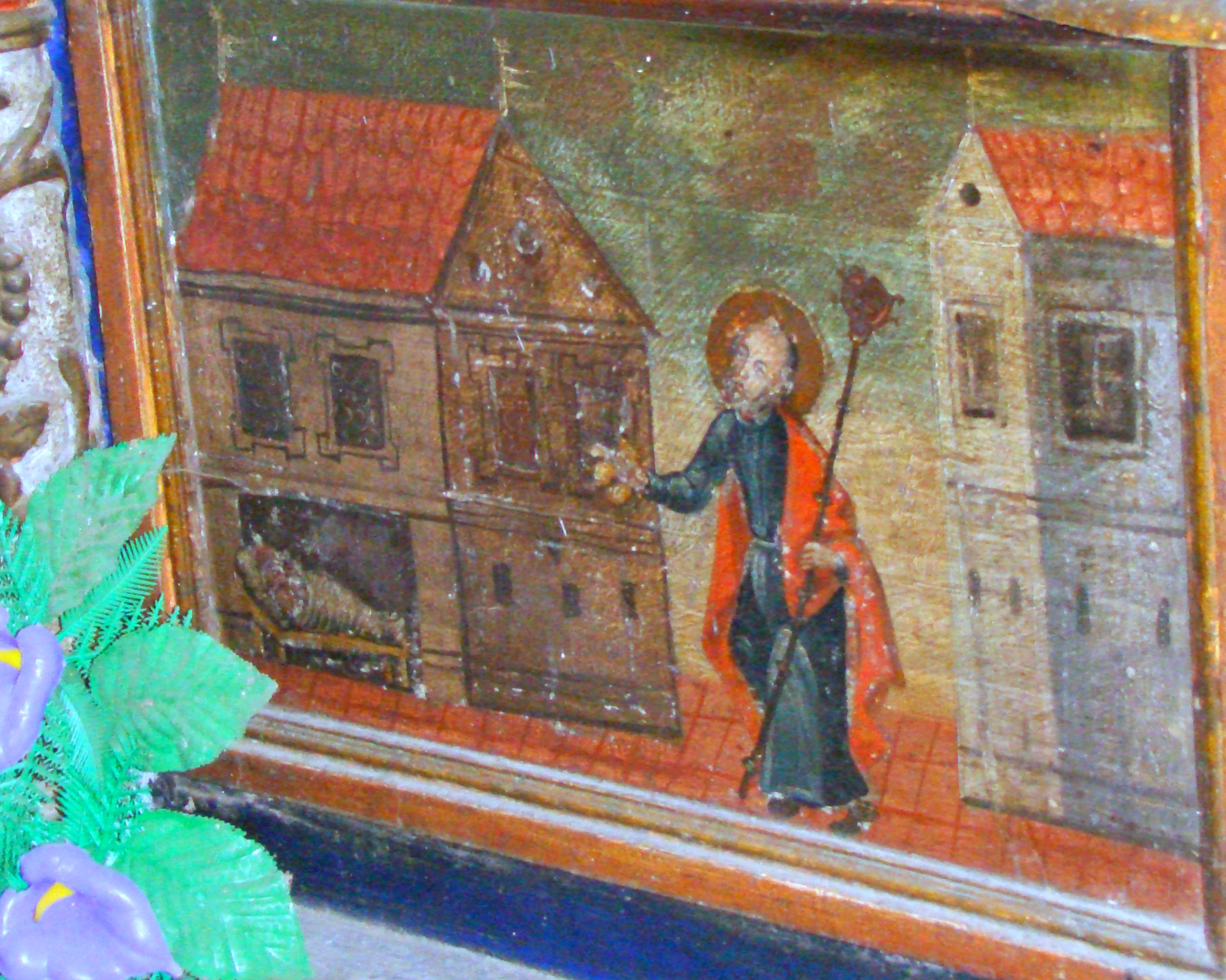
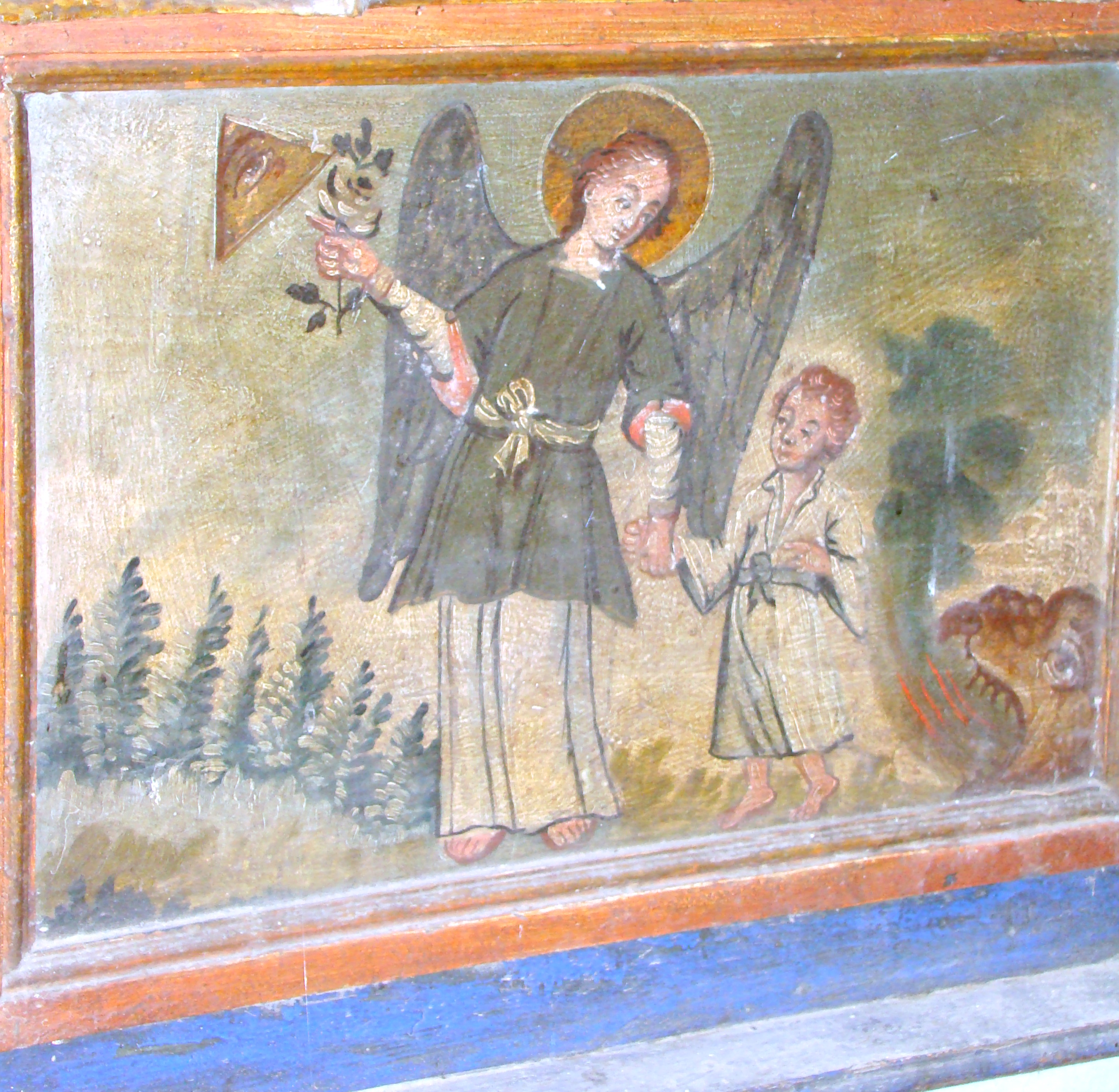
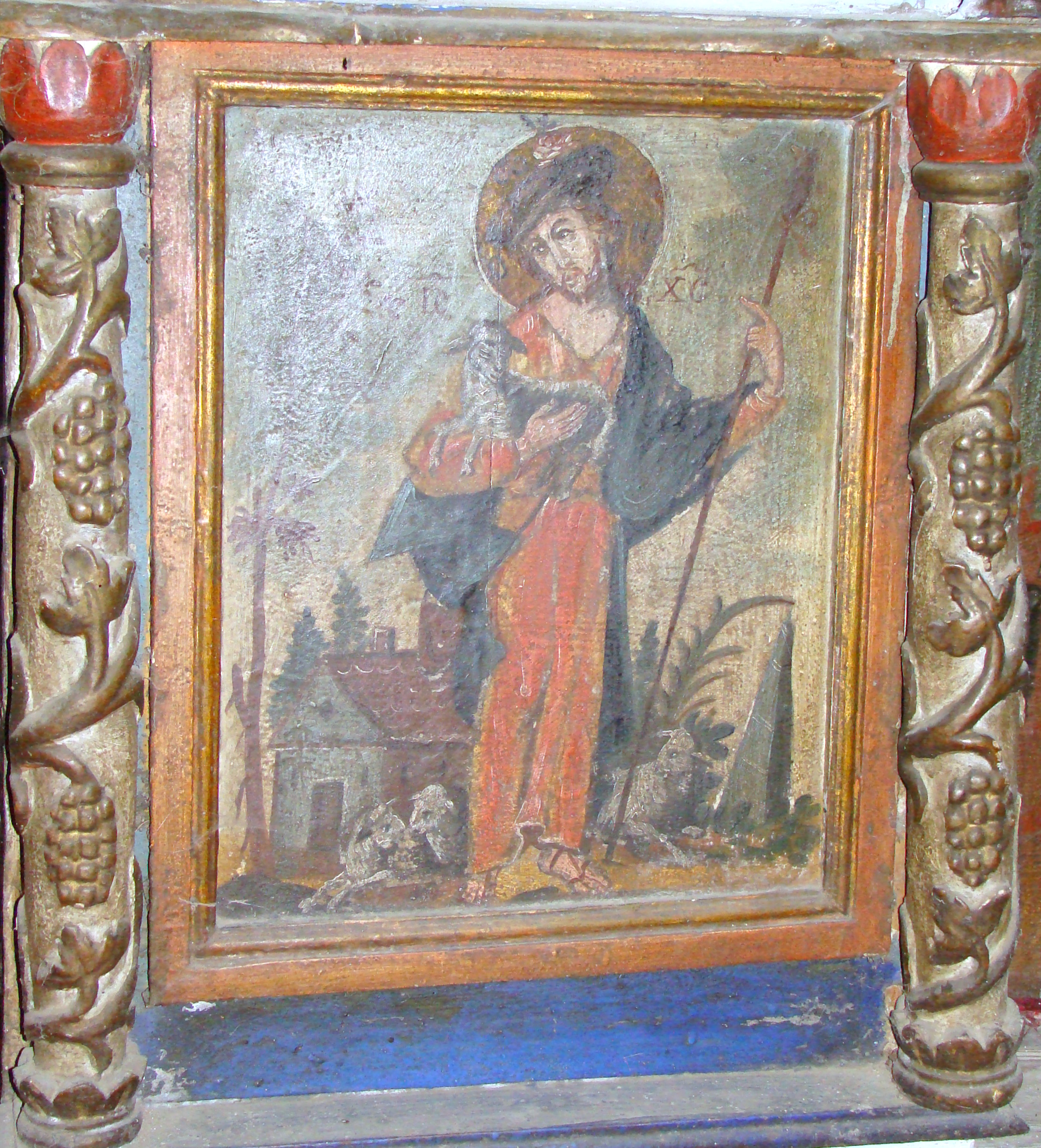
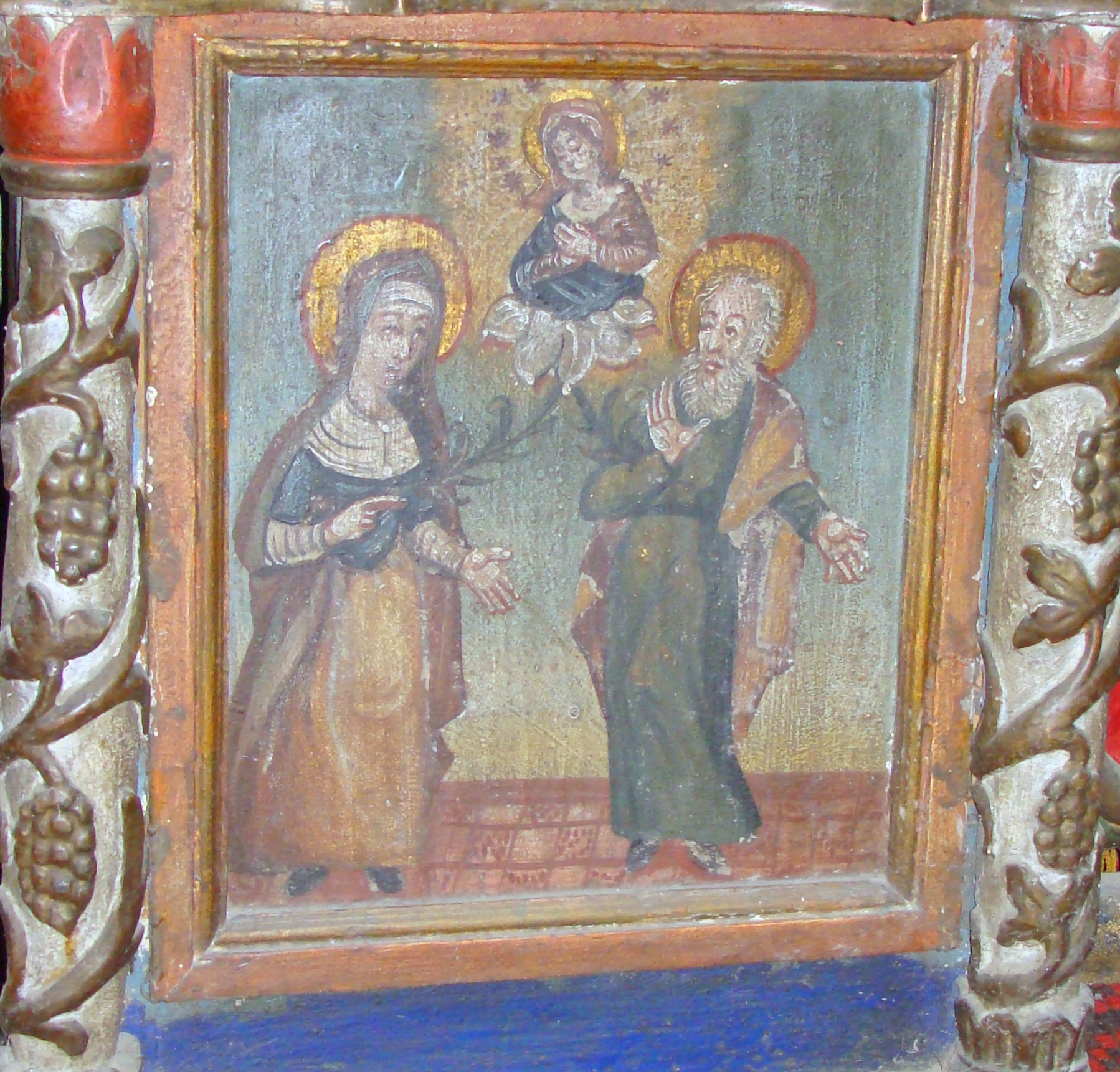
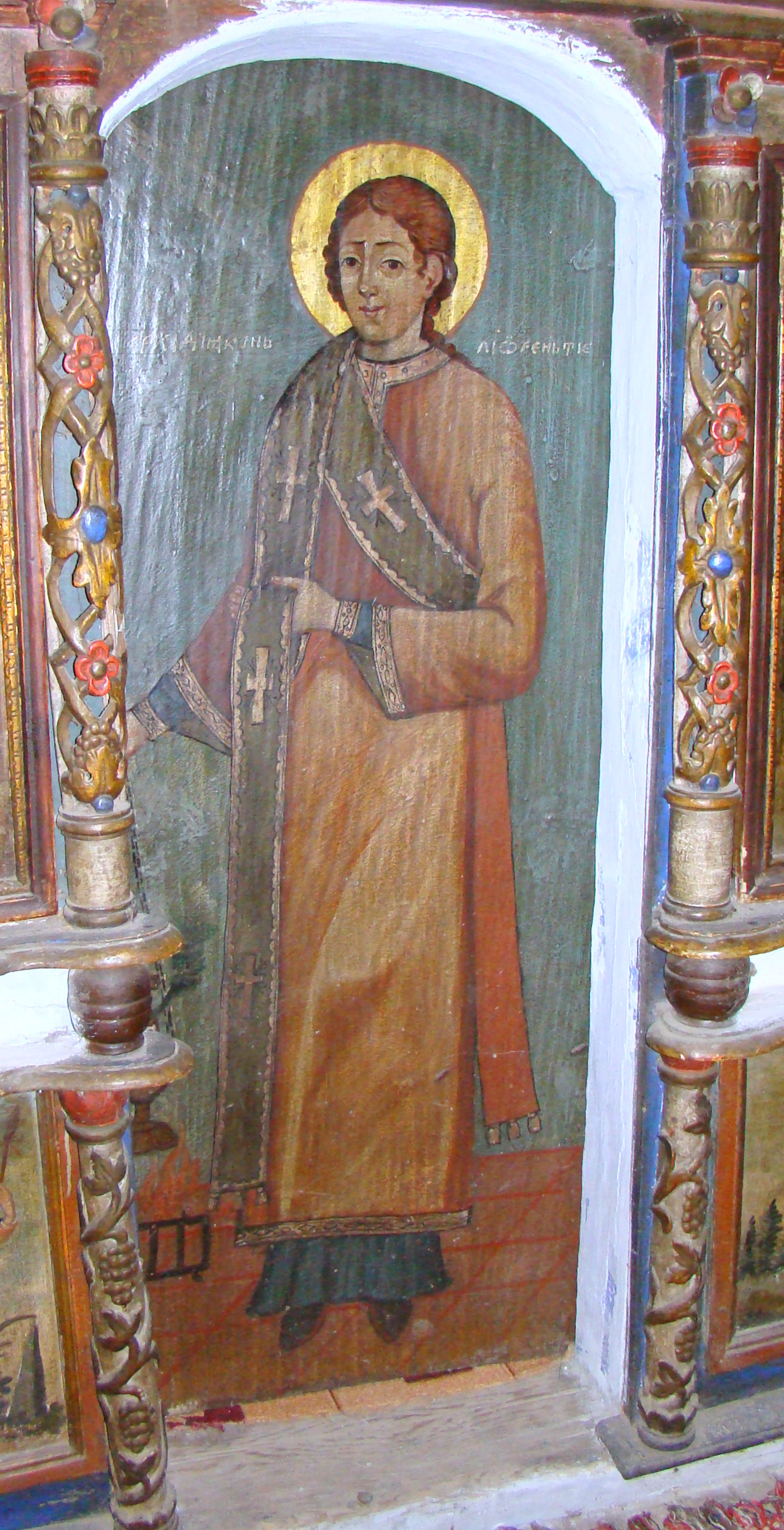
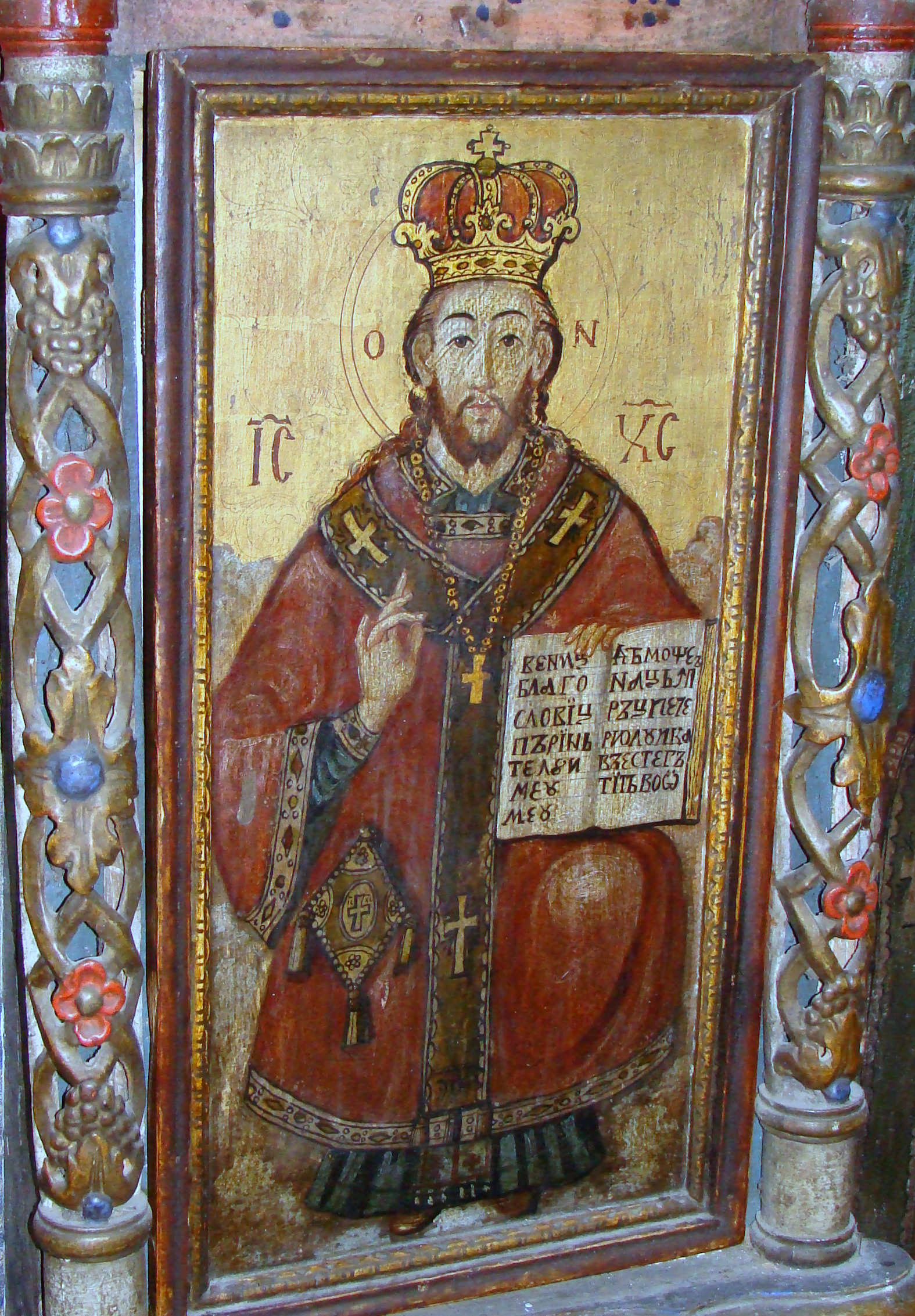
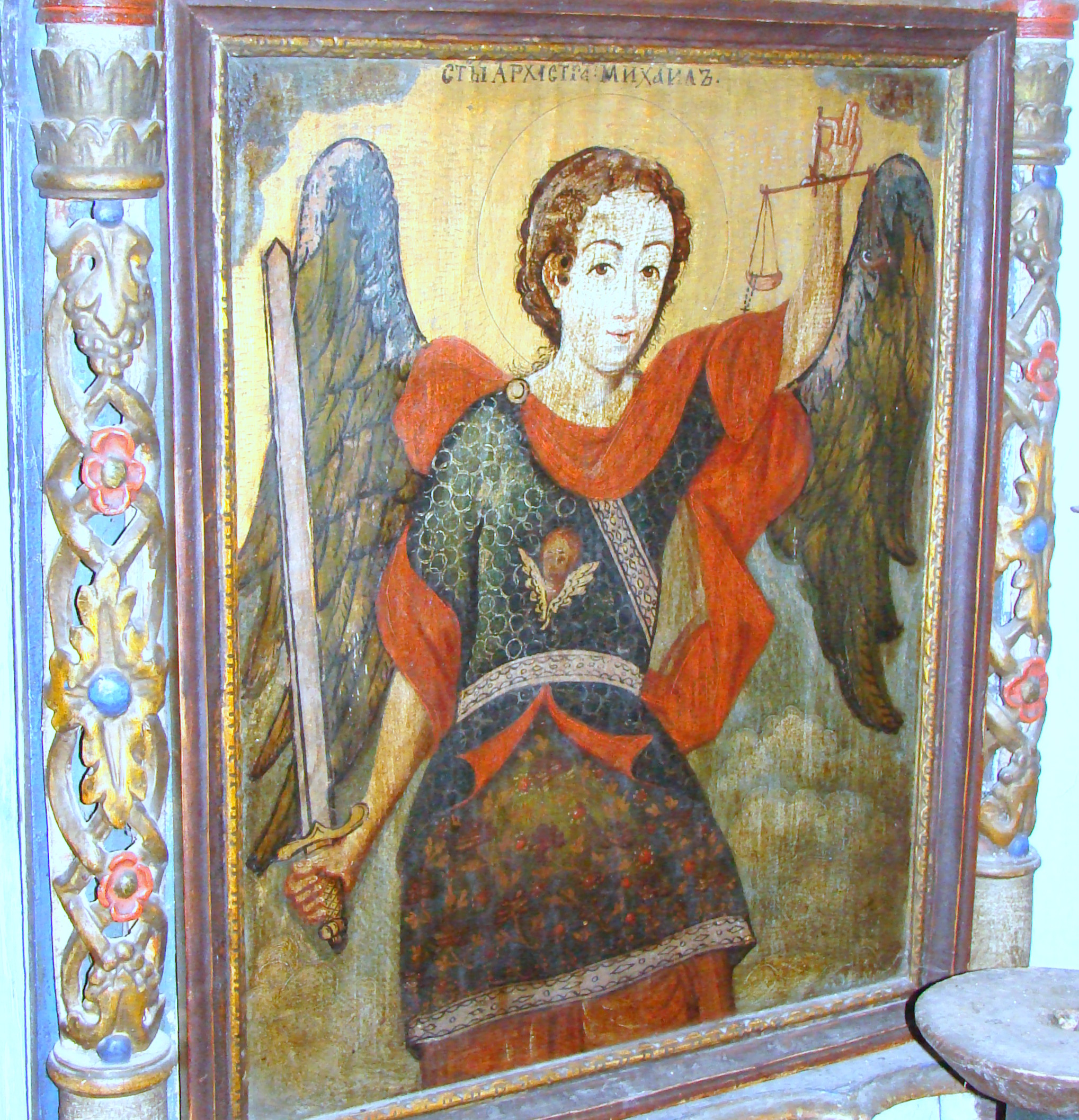
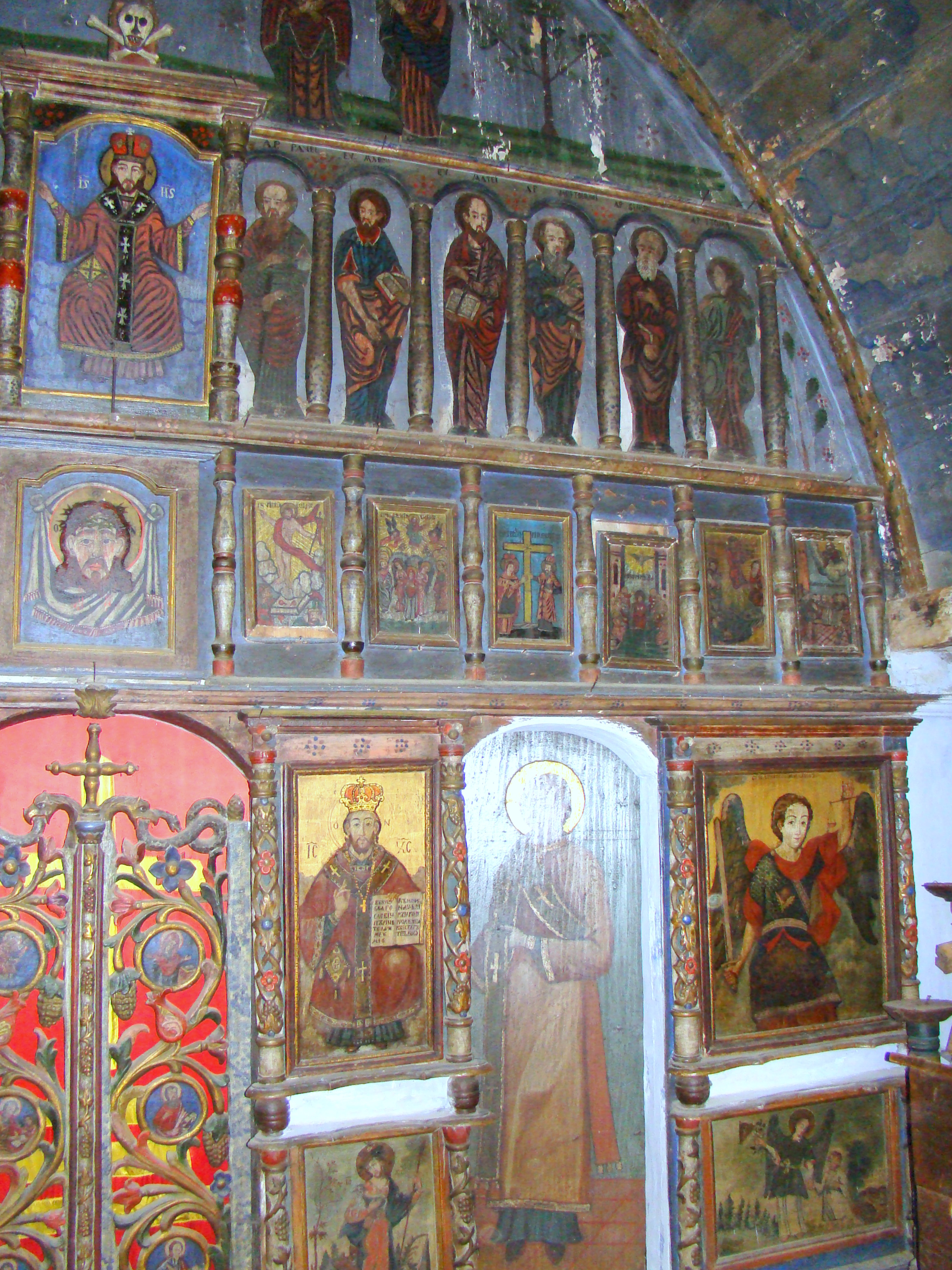
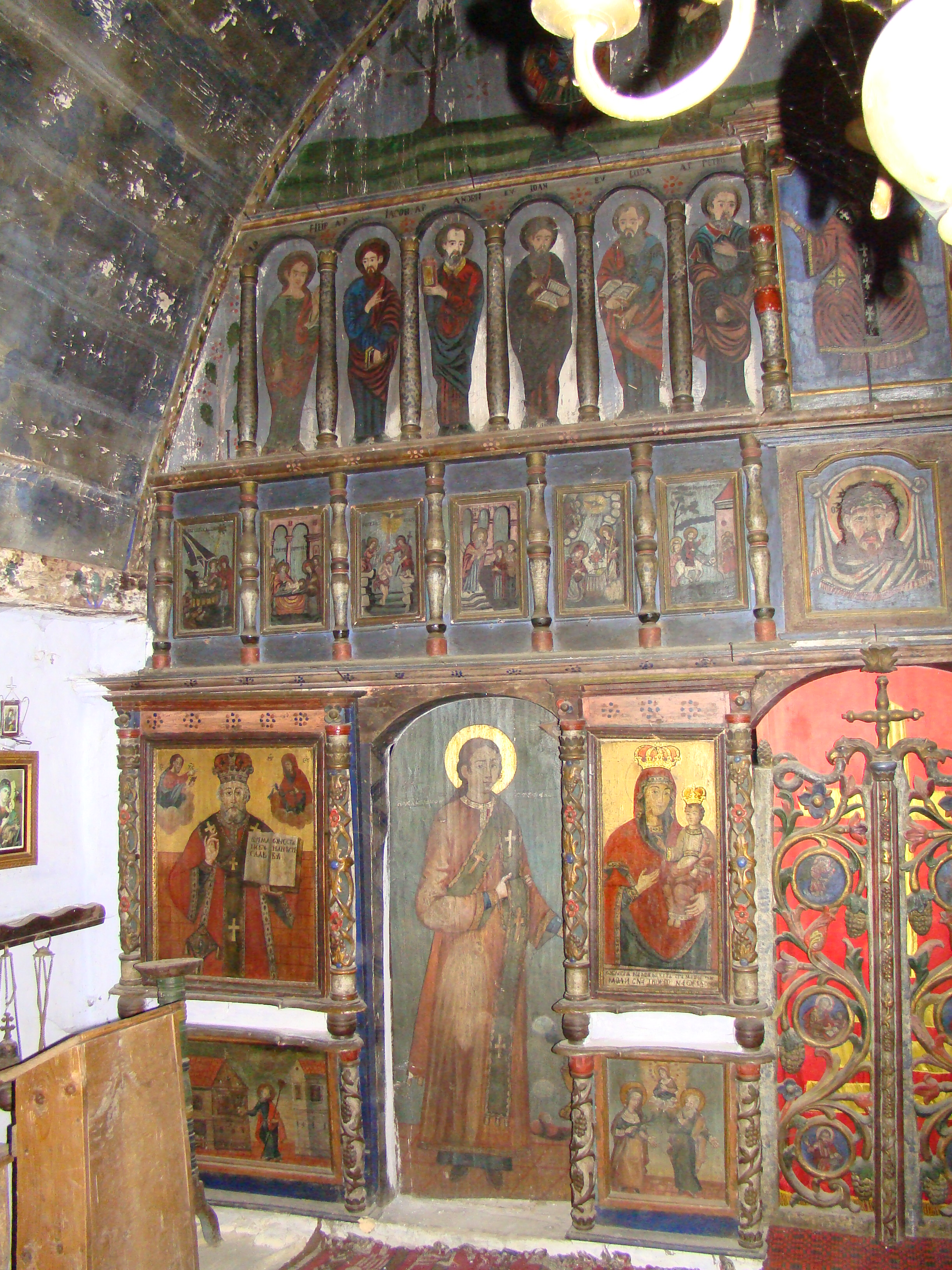
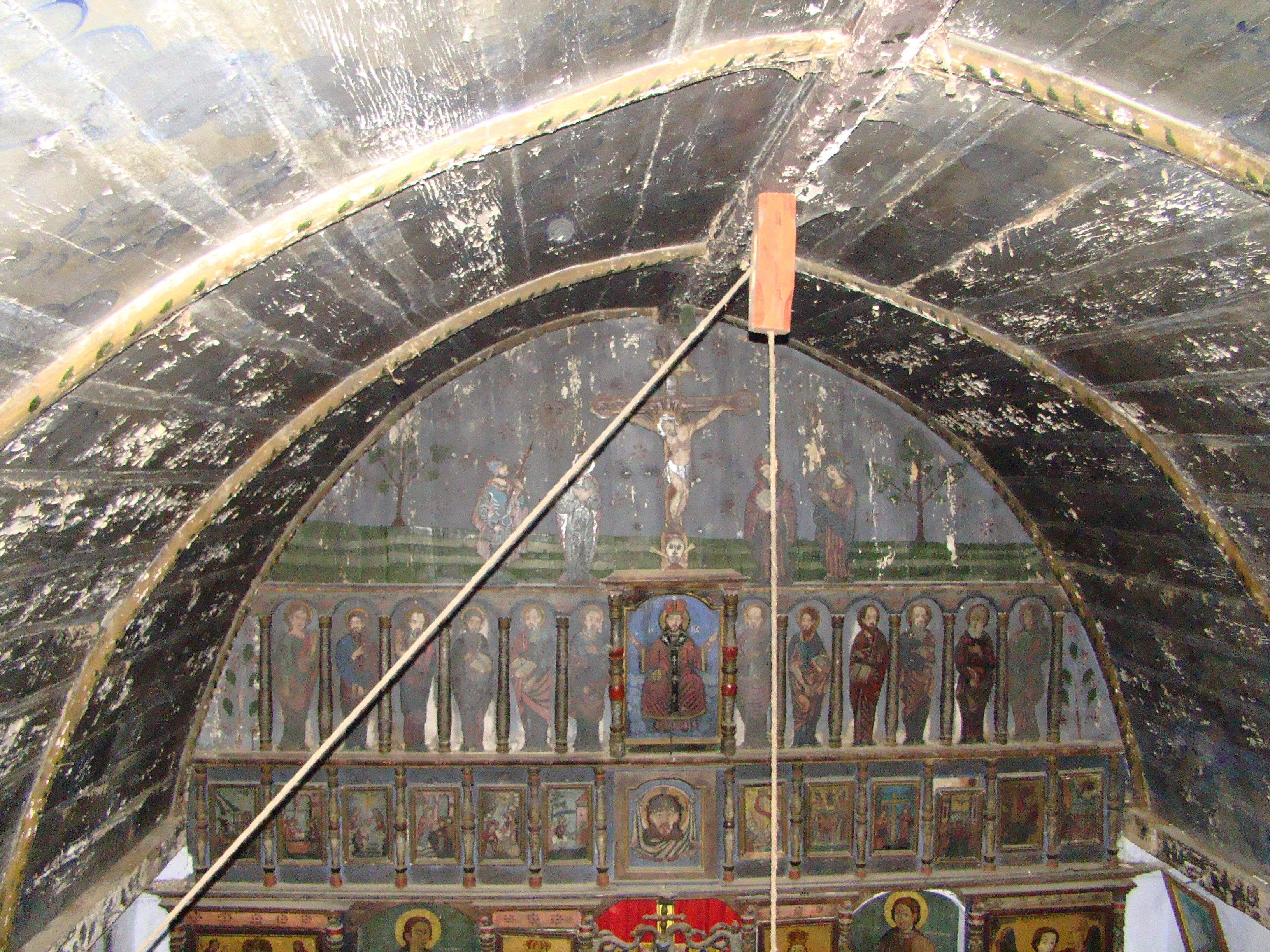
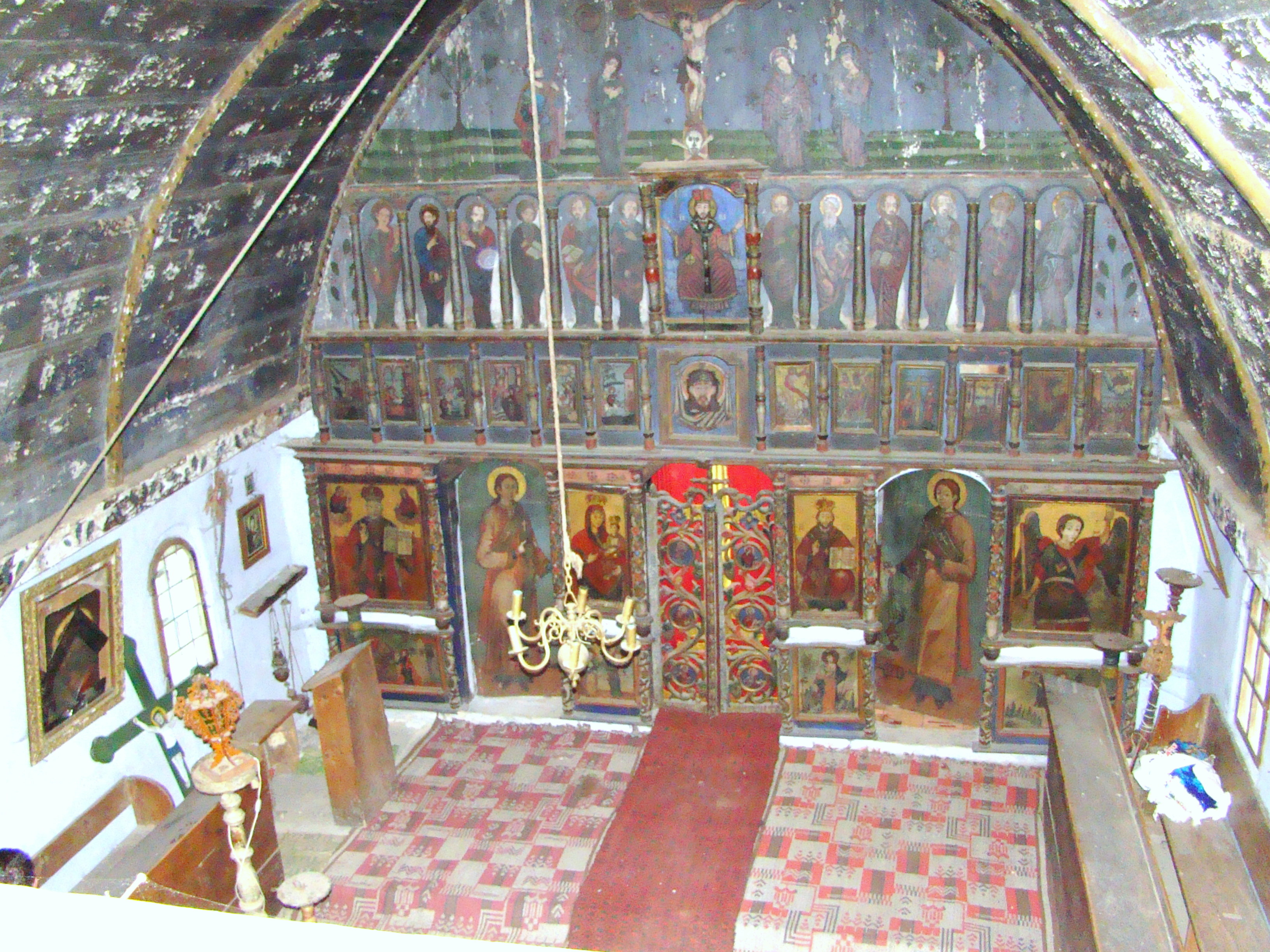
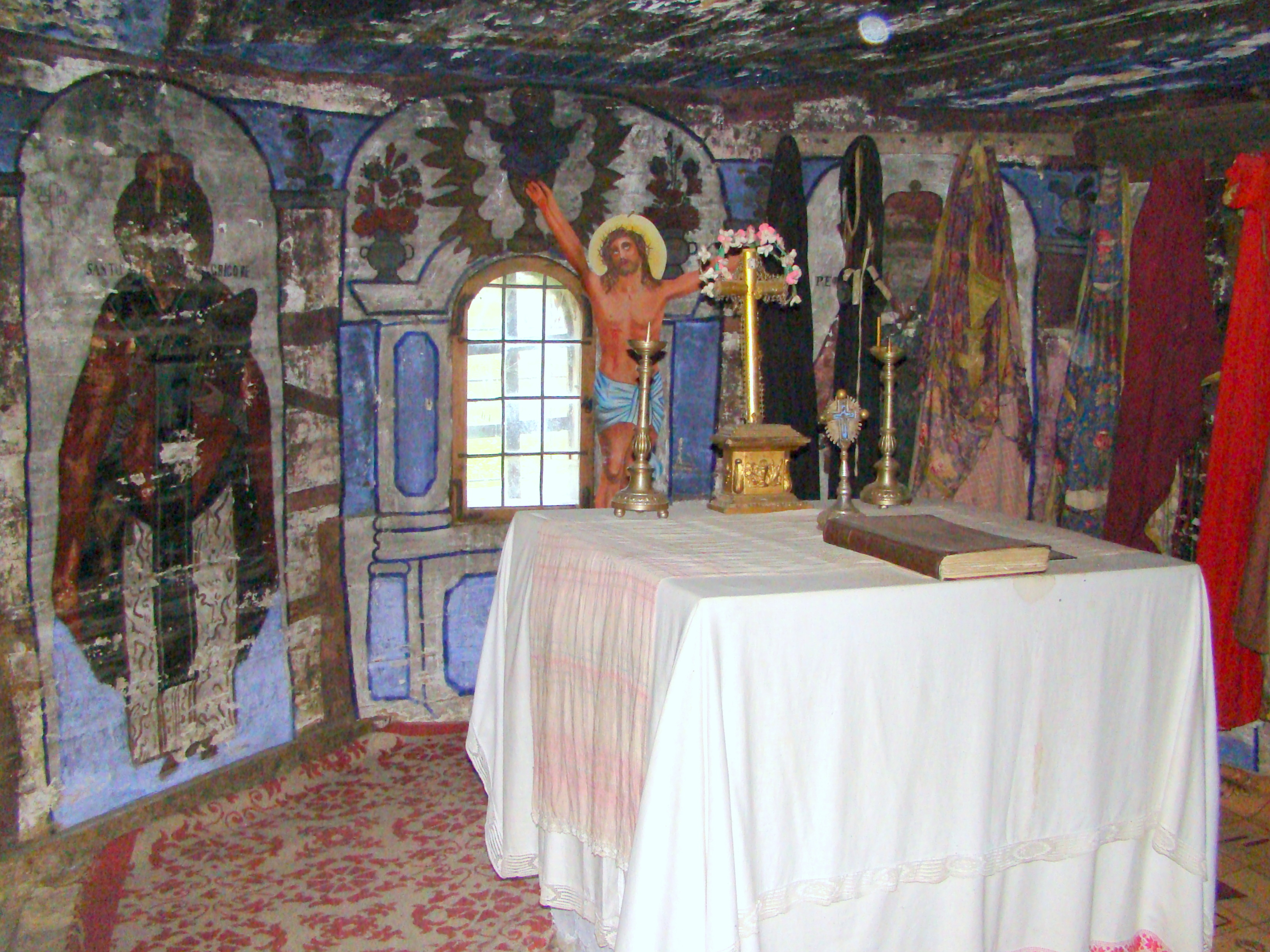
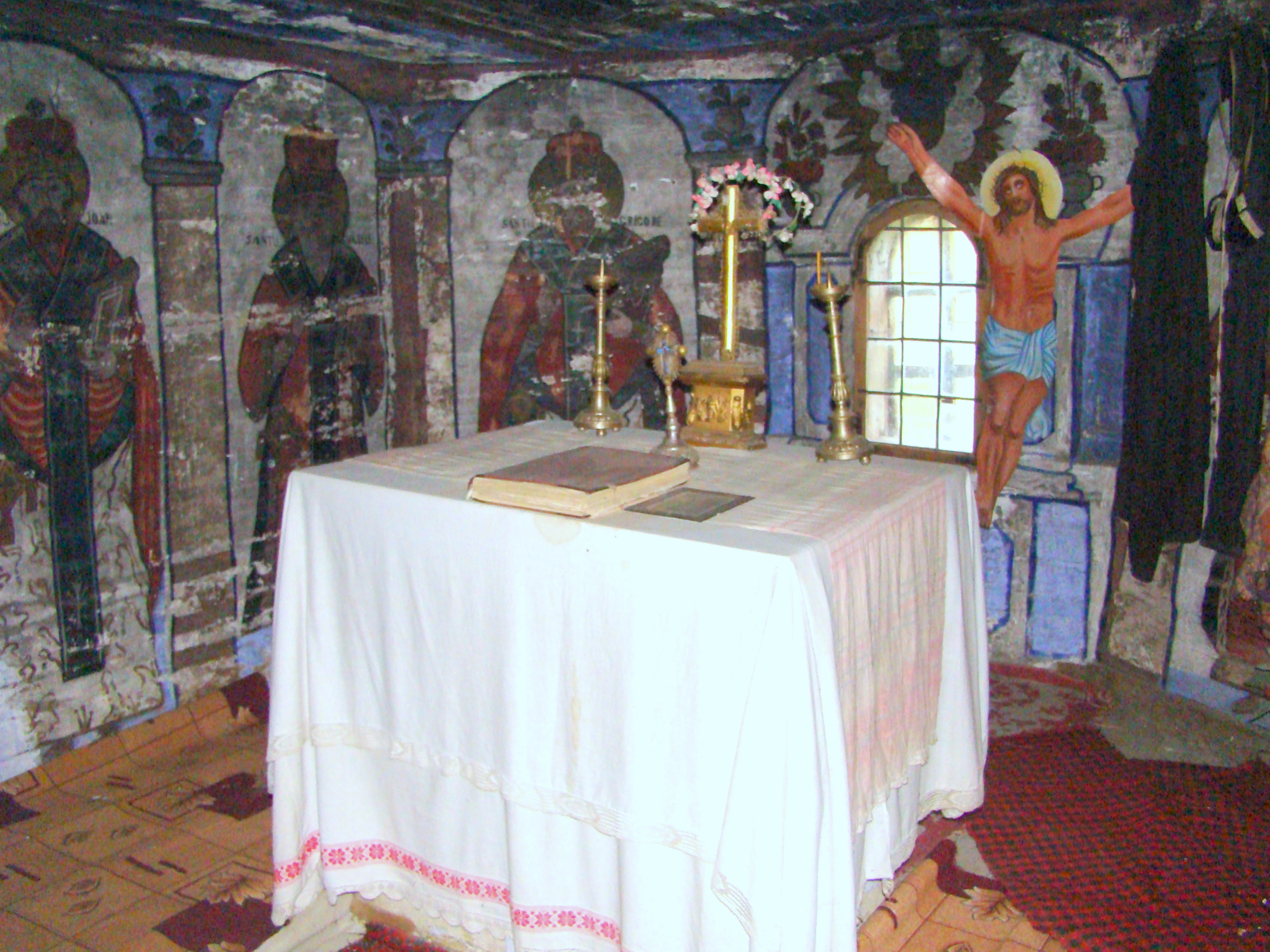
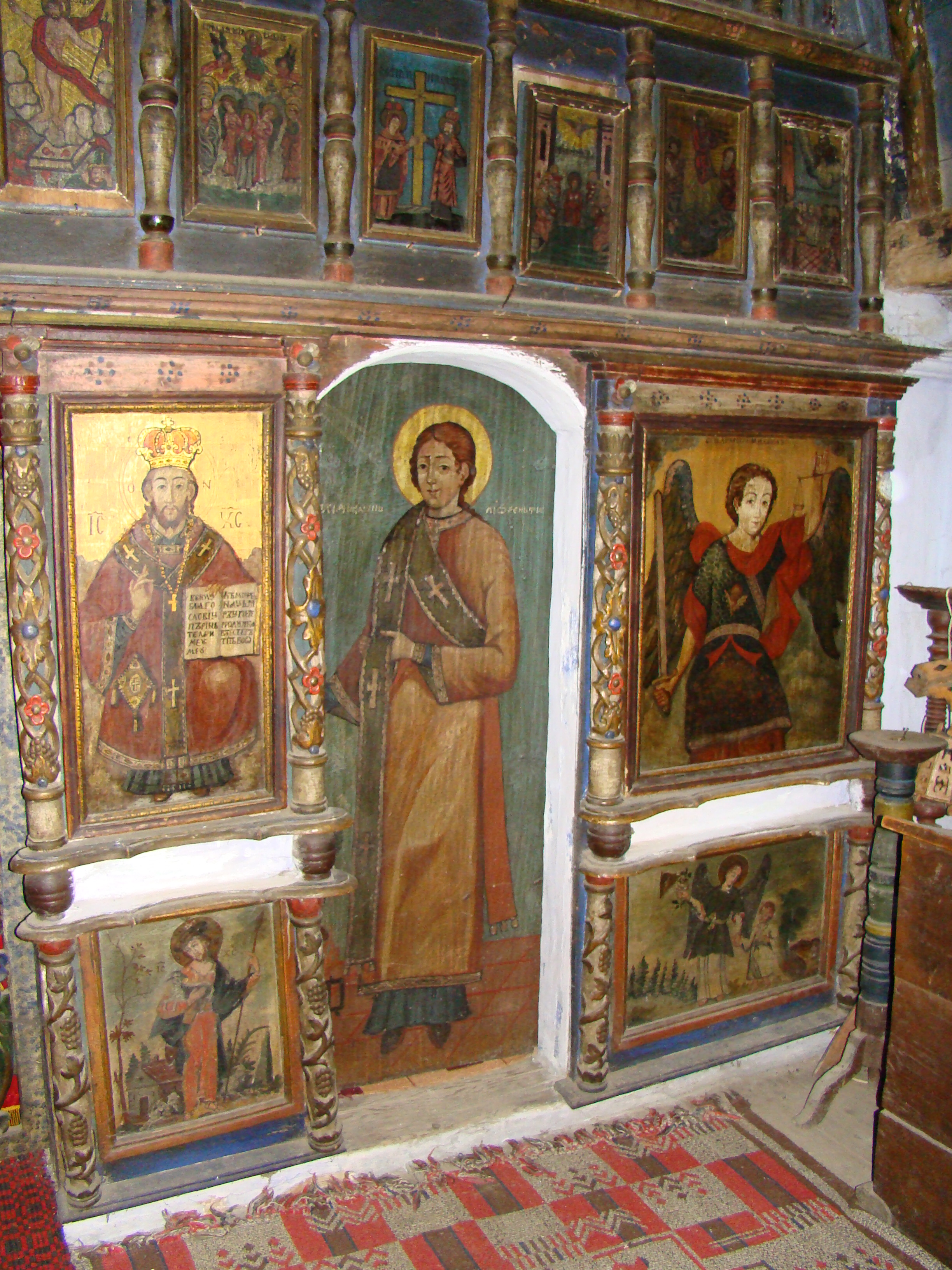
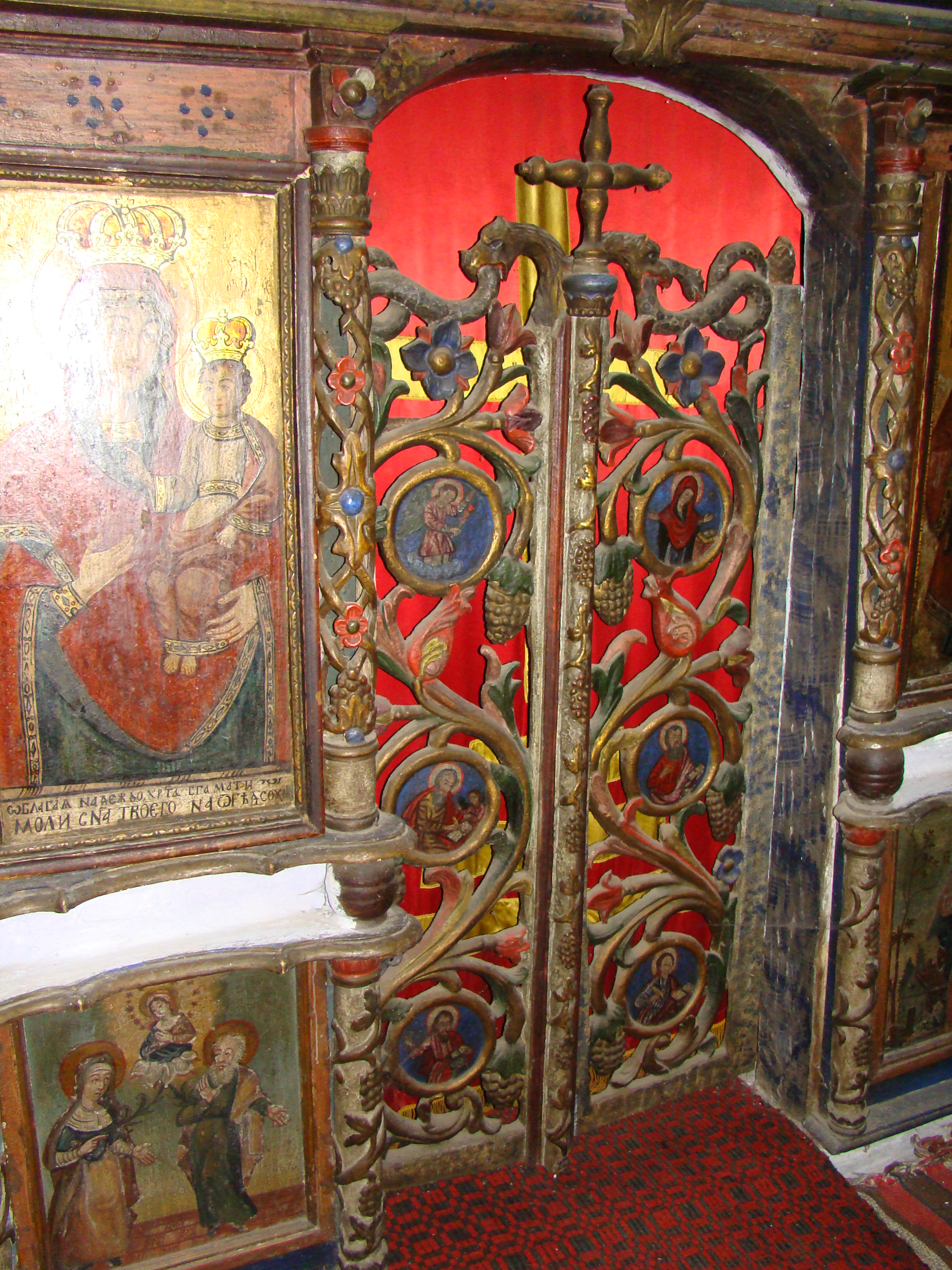
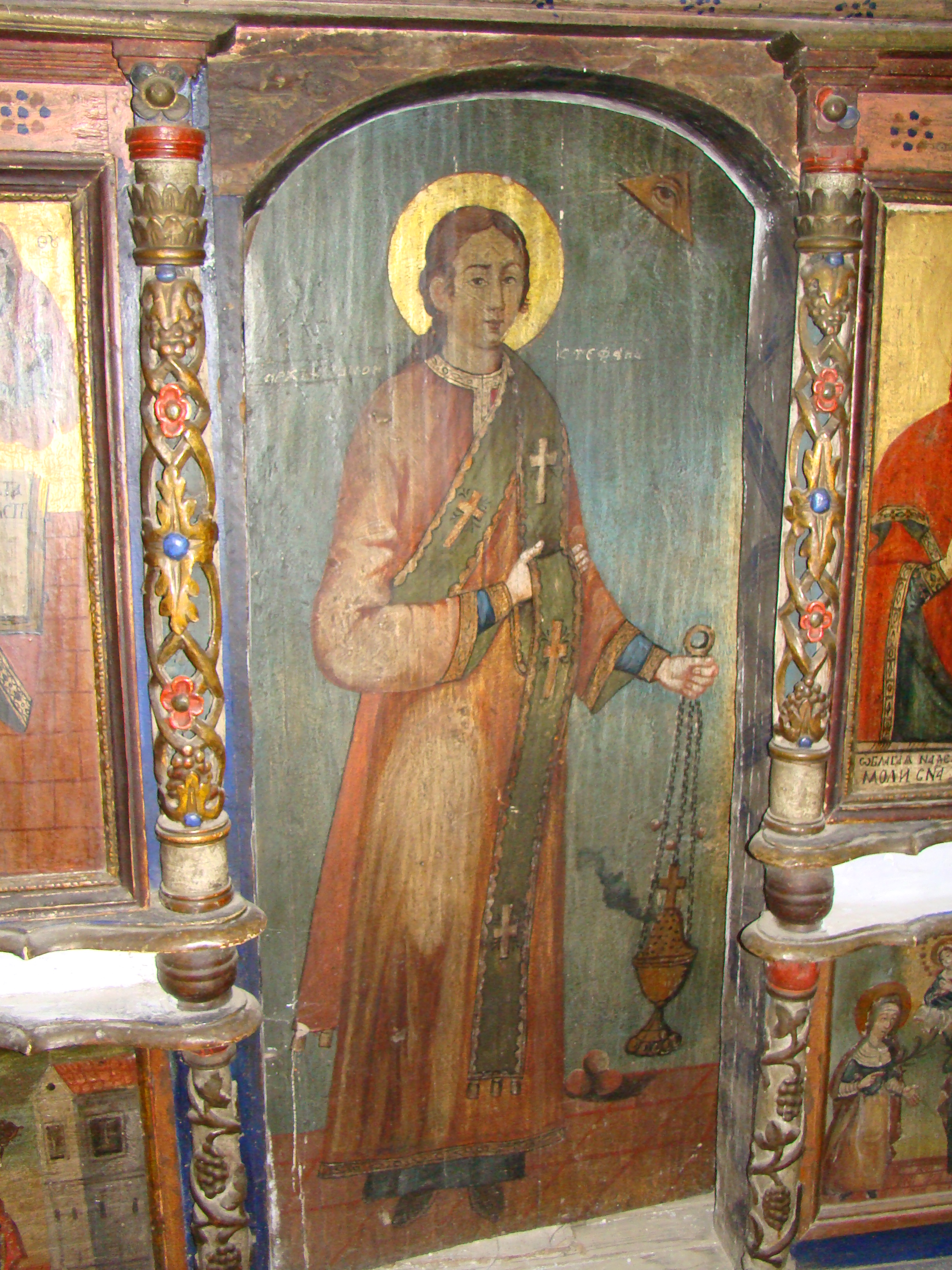

## Imagini din exterior

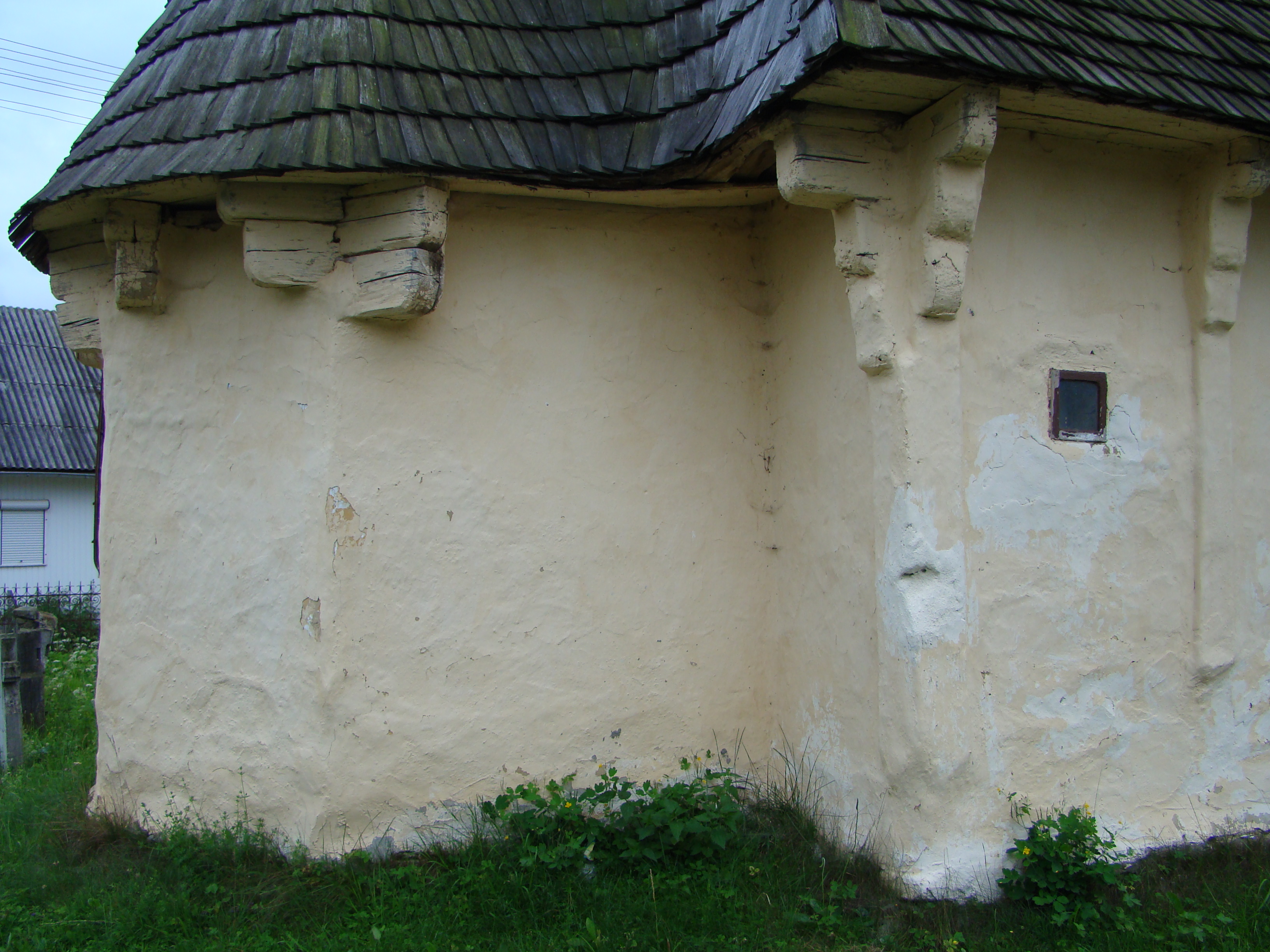
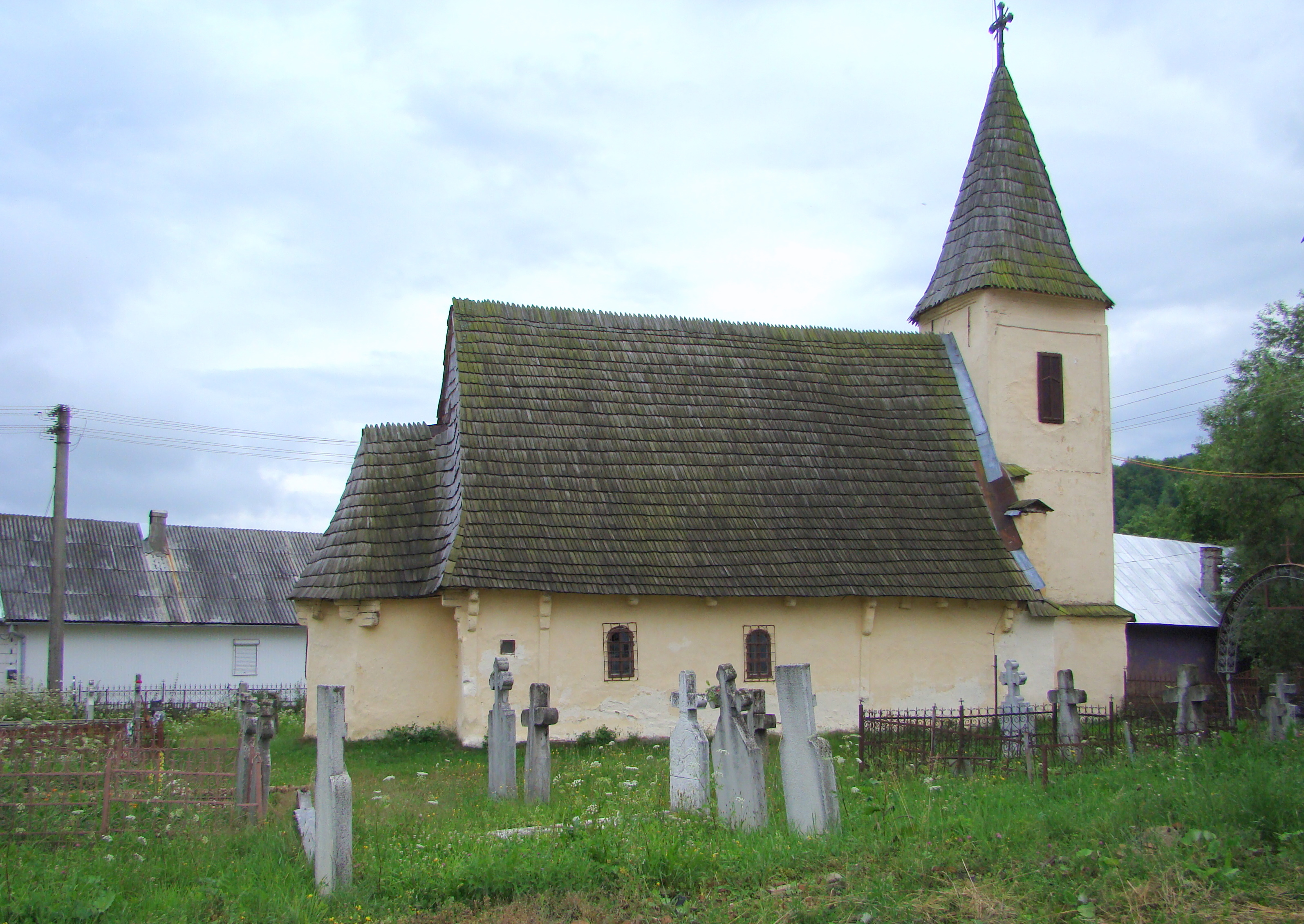
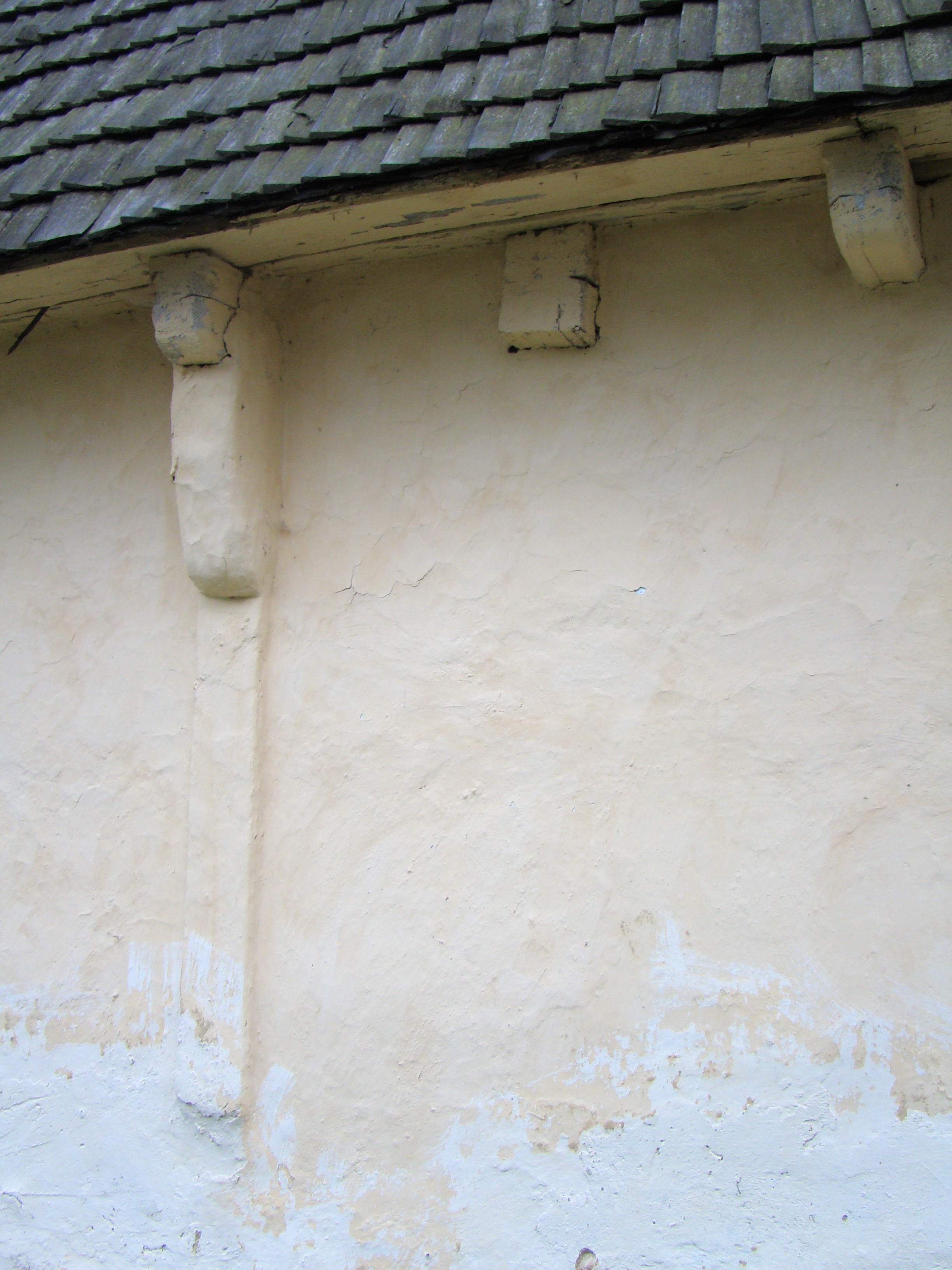
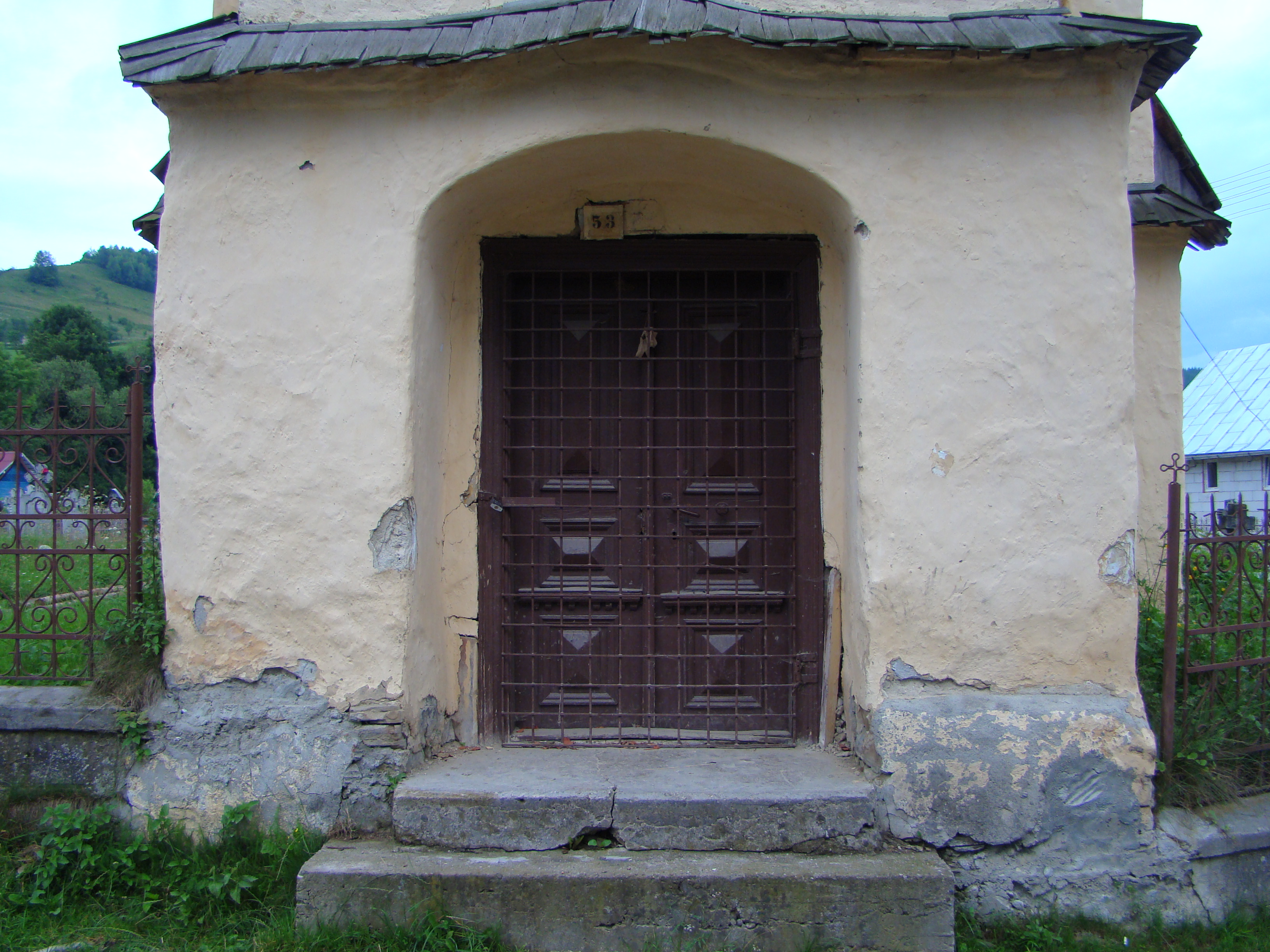
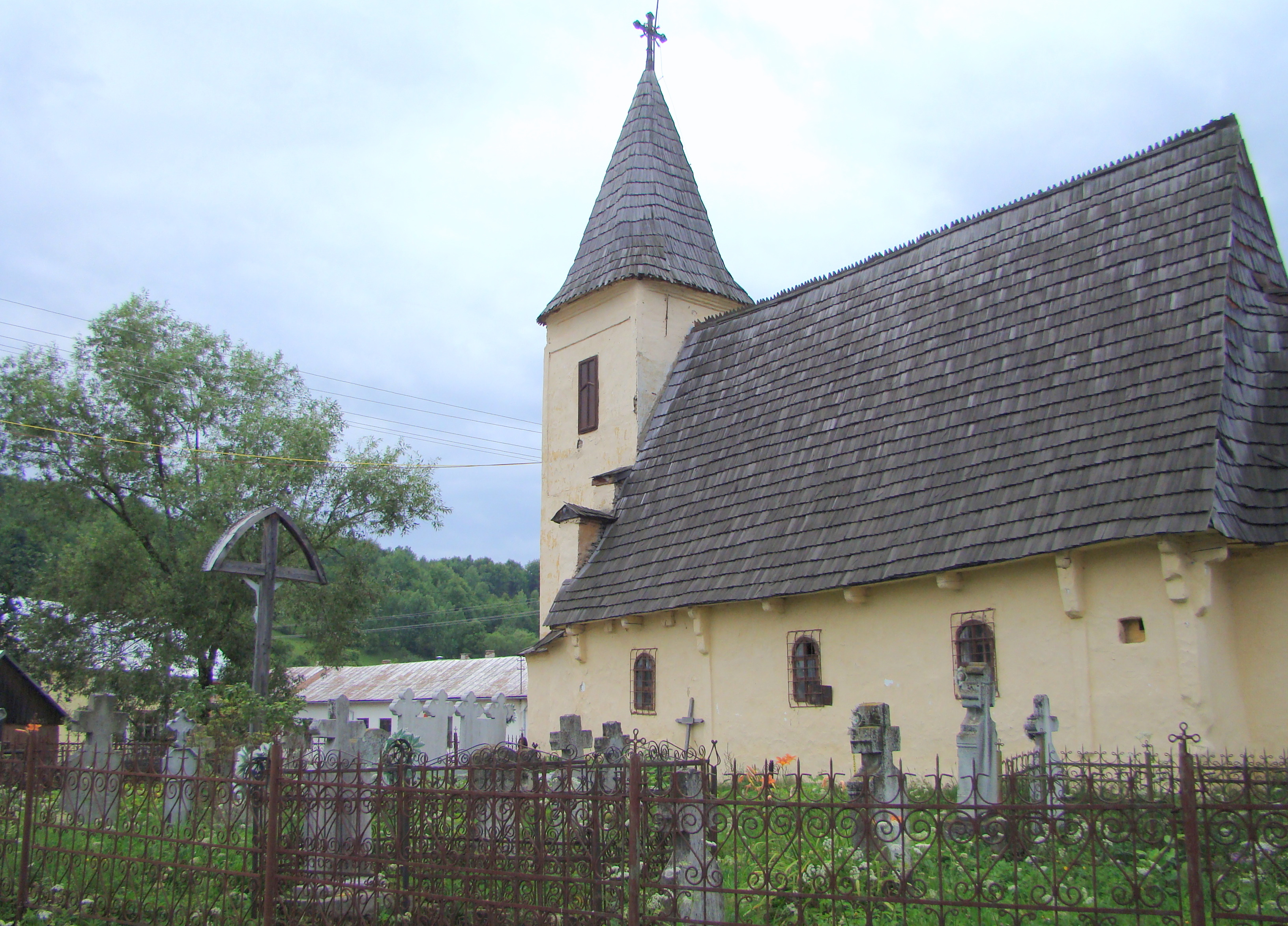
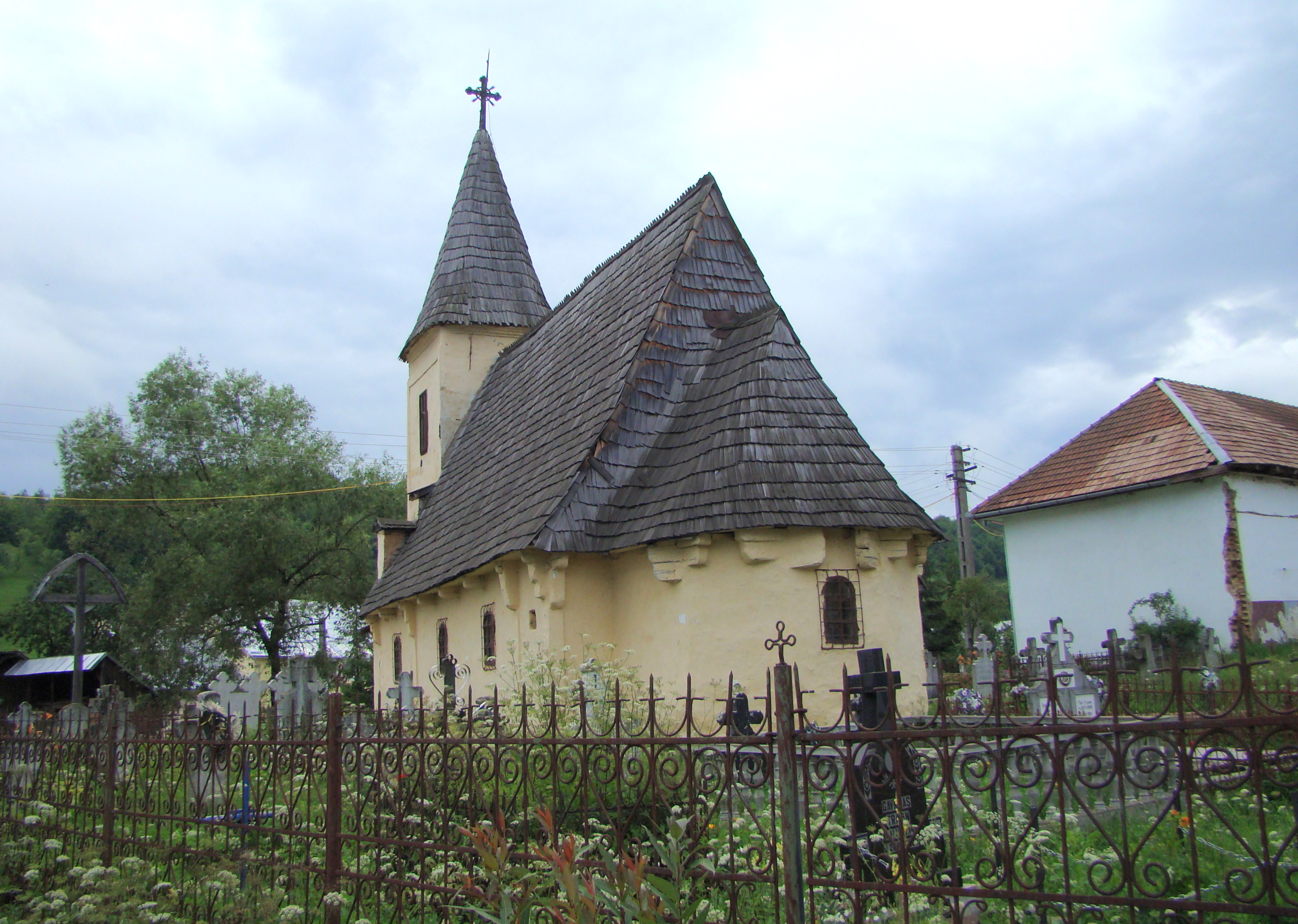
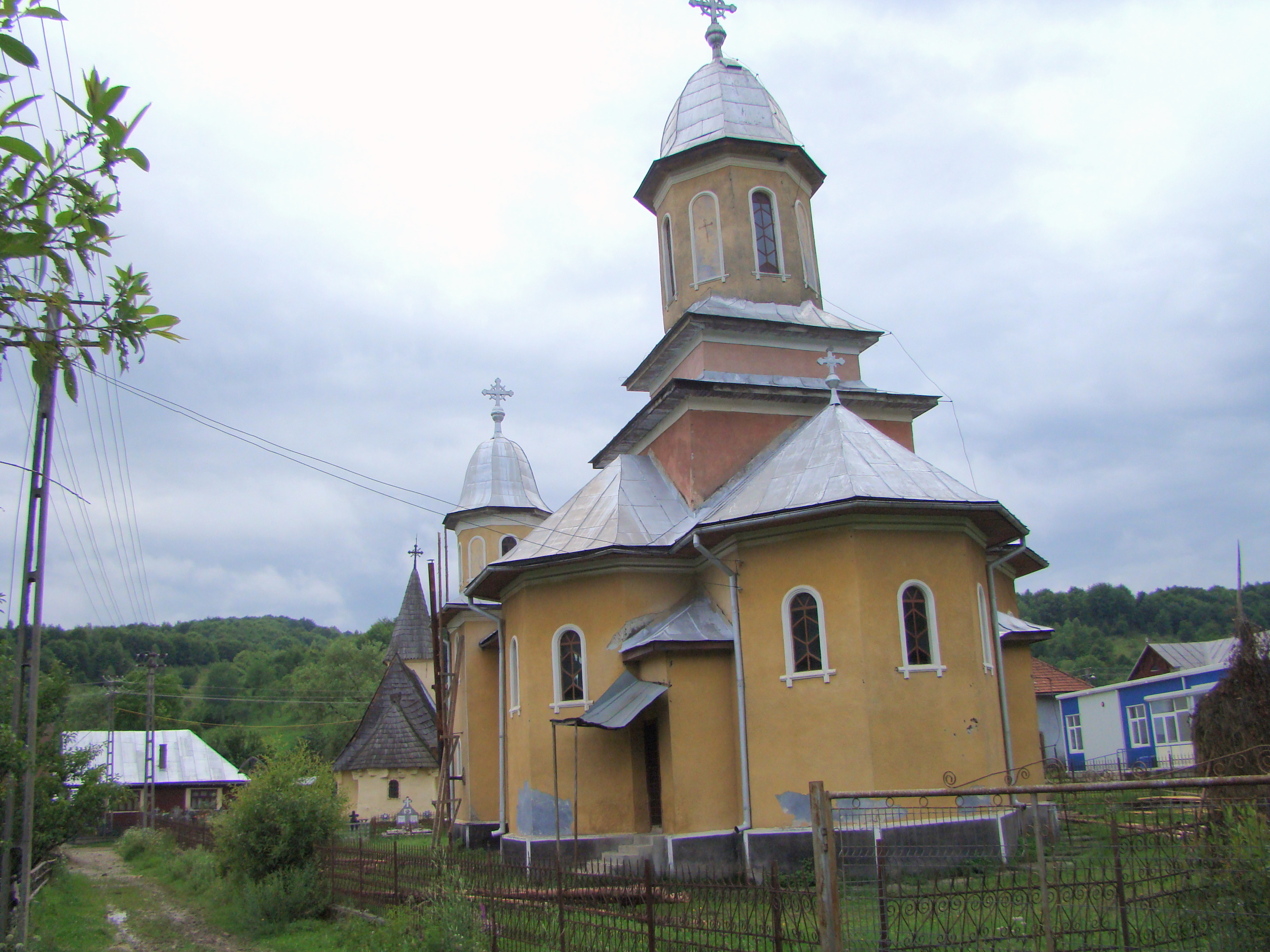
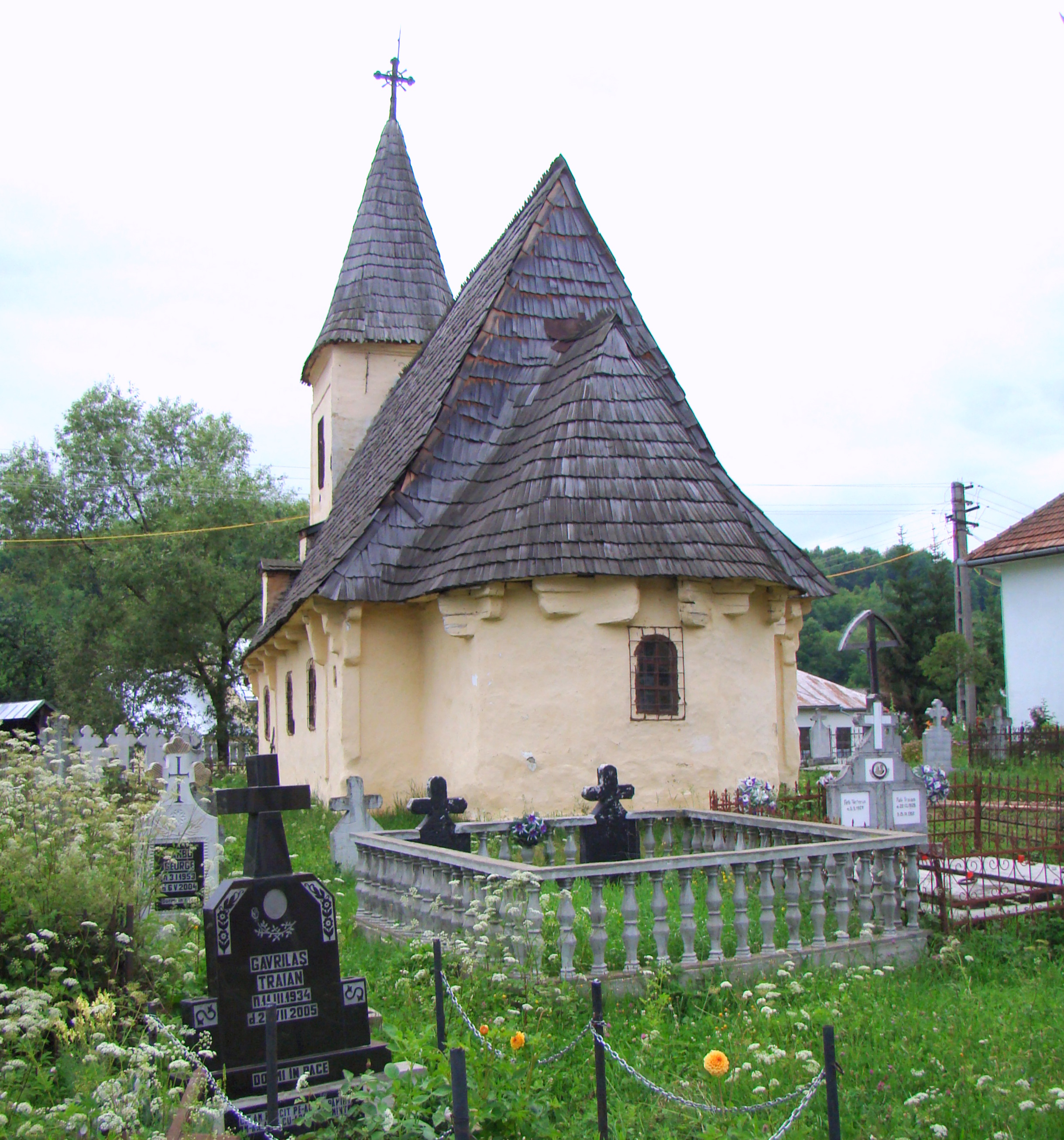
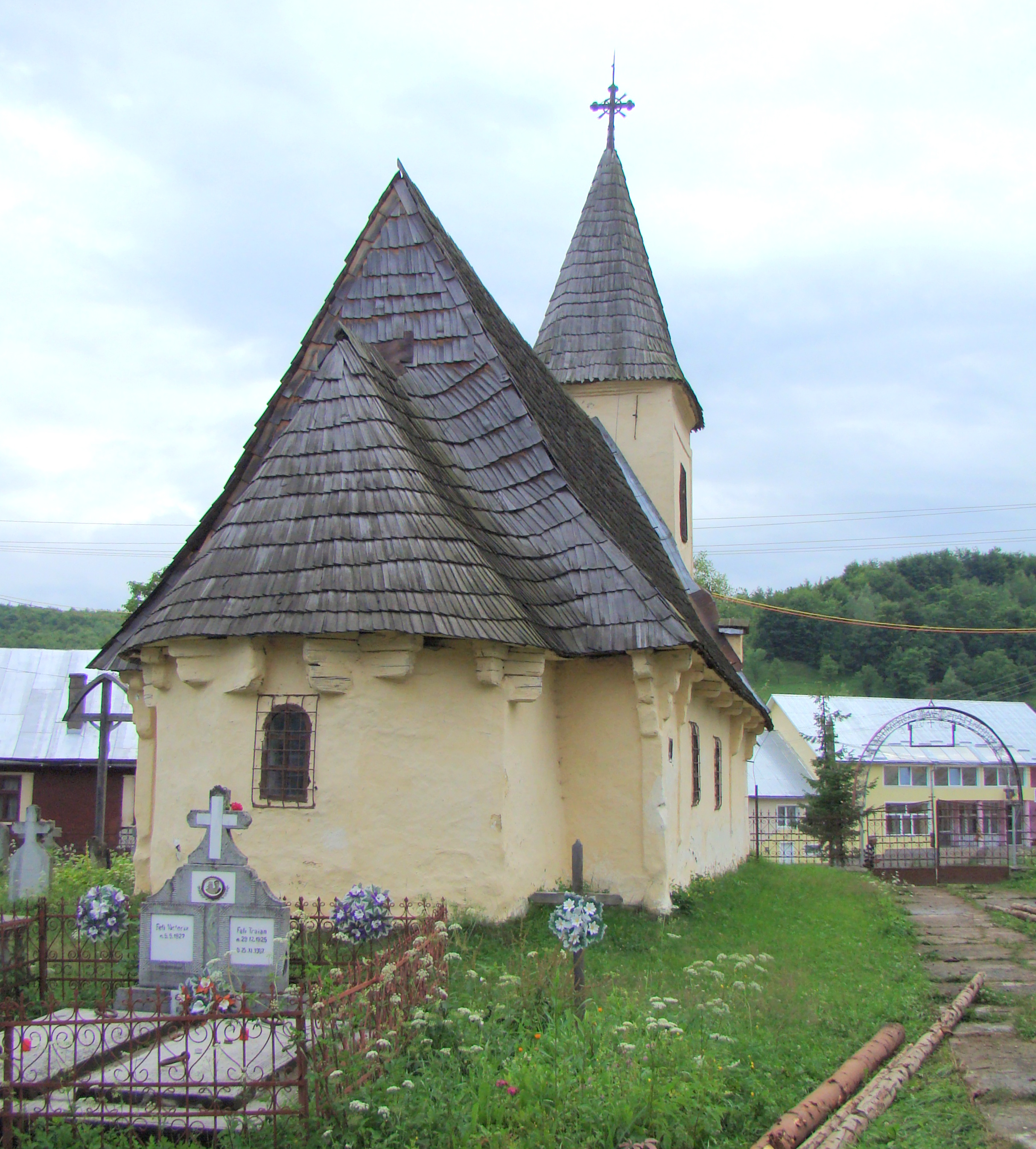
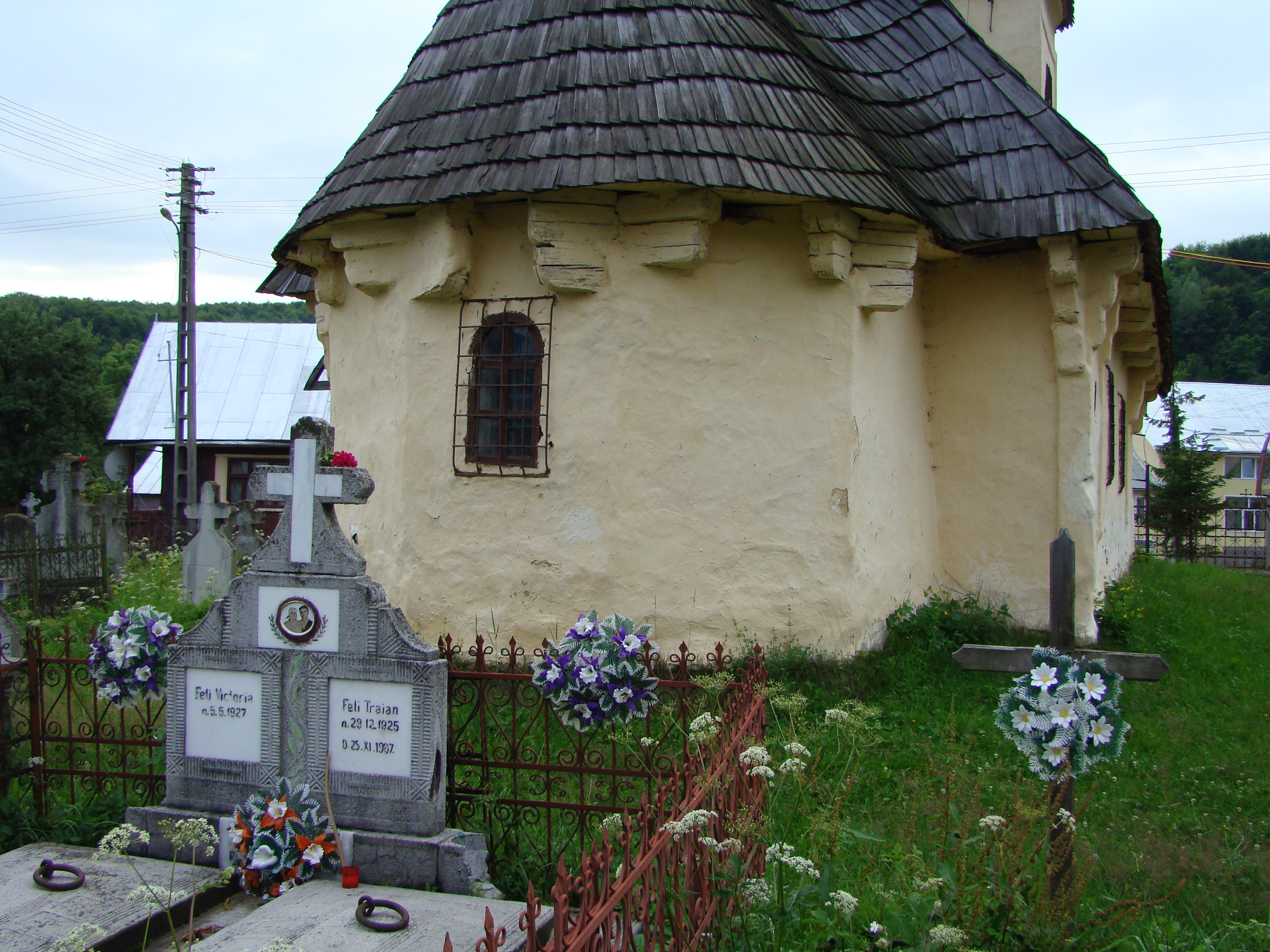
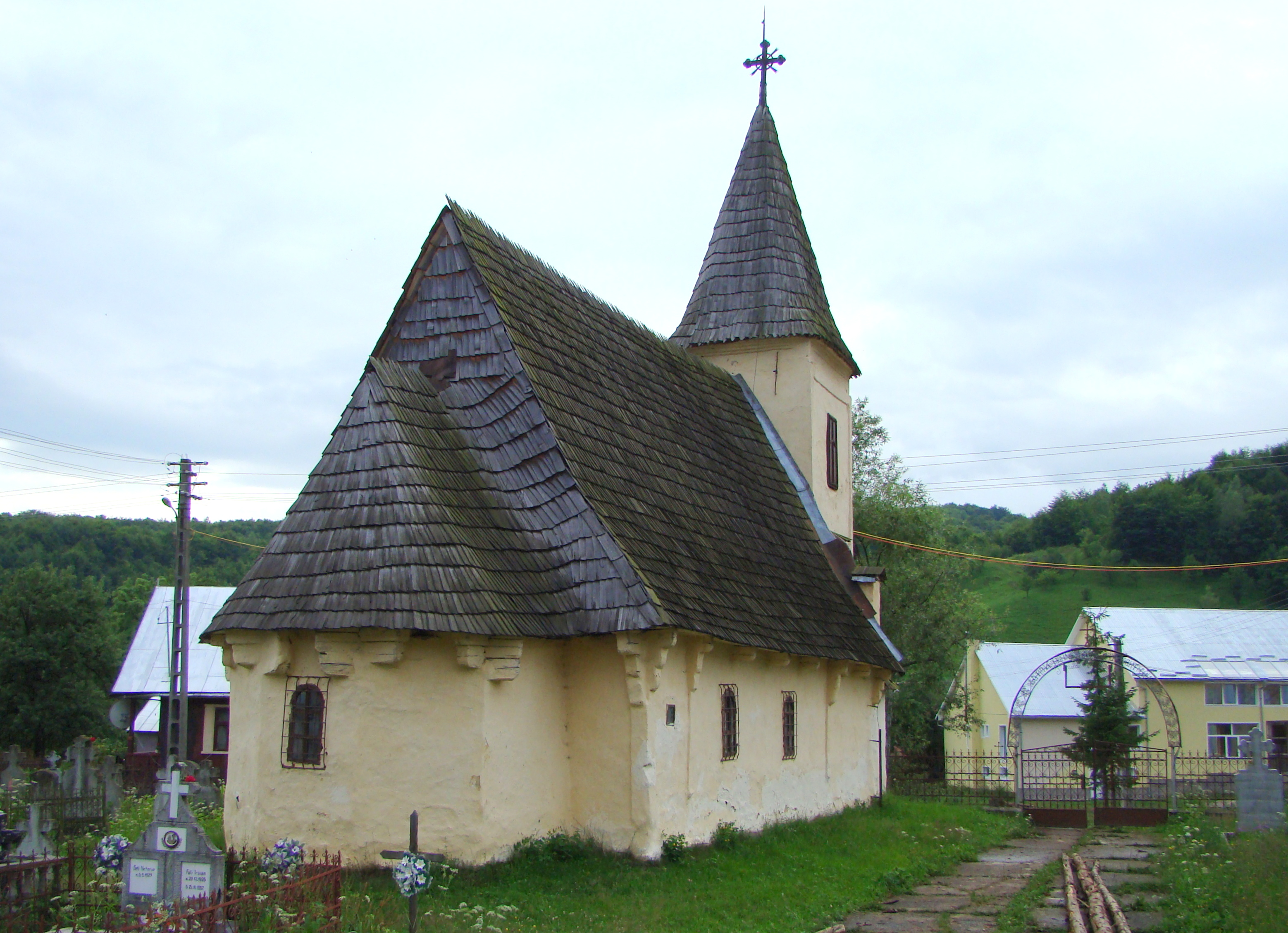
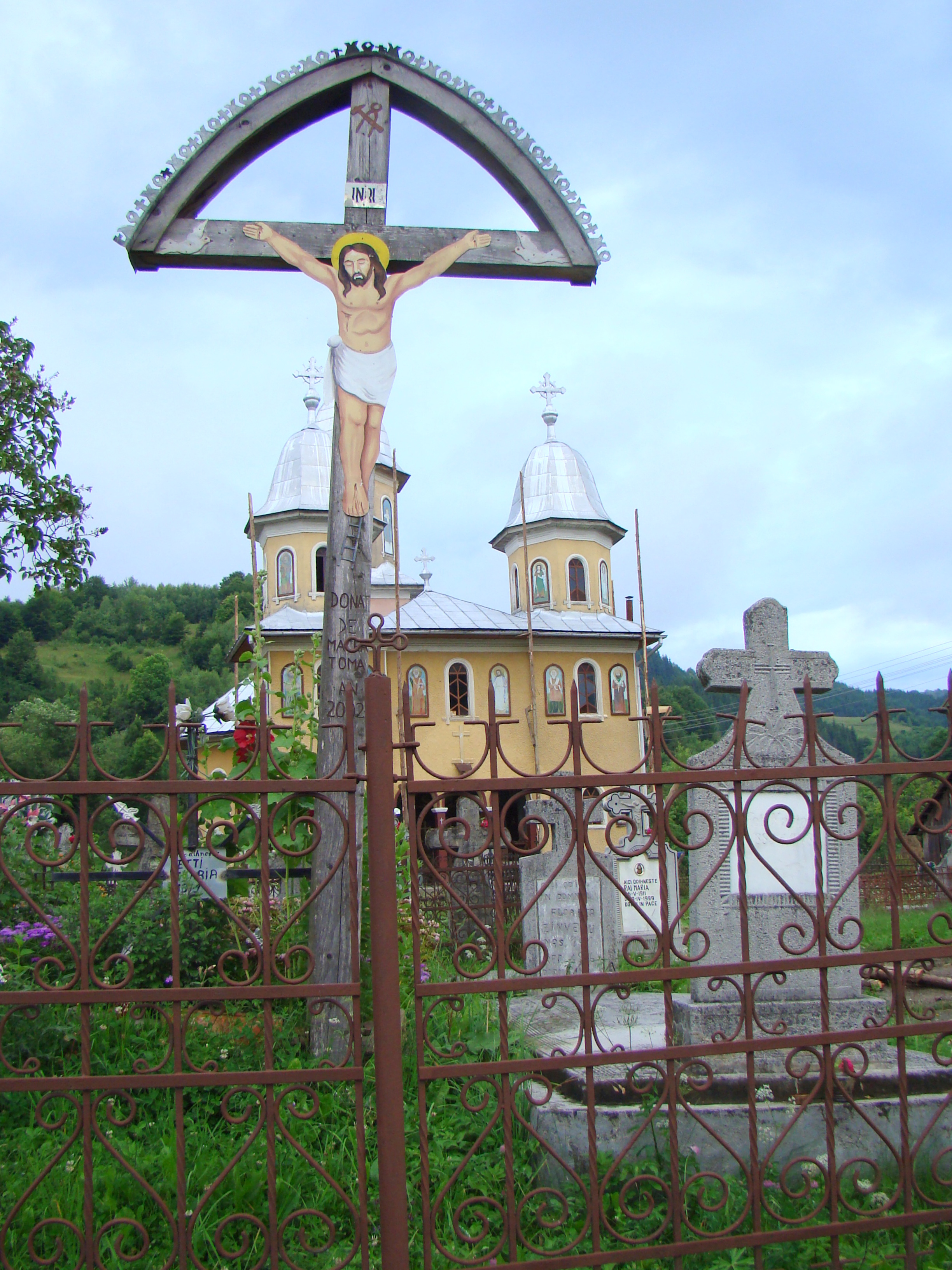